# Brittisk brutalism

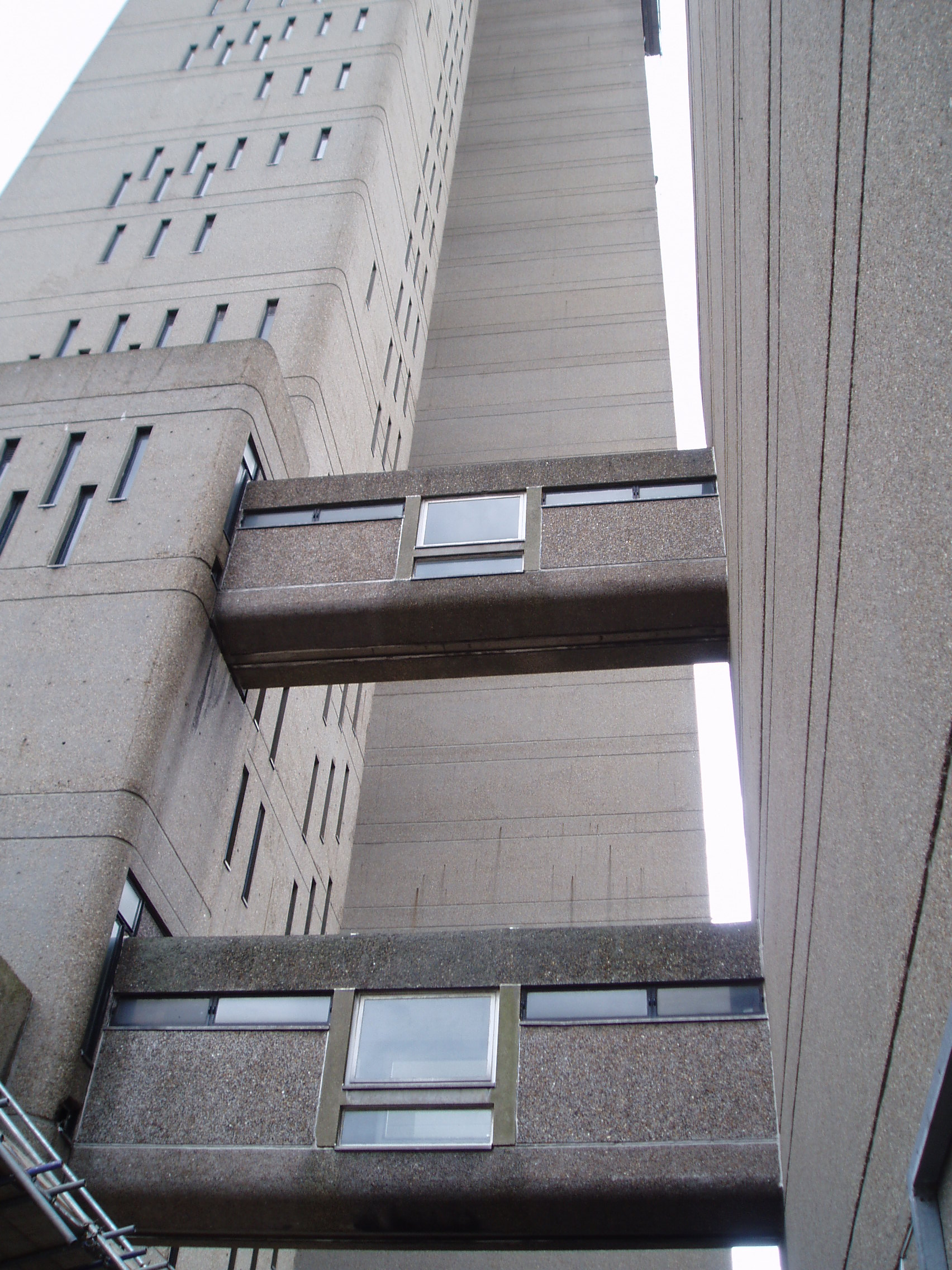
Trellick Tower, ritat av arkitekten Ernő Goldfinger i en karakteristisk, brutalistisk betongarkitektur.

Brutalism eller brutalistisk arkitektur var en av mest uttrycksfulla och kontroversiella arkitektoniska stilarna under efterkrigstiden. Framförallt i Storbritannien vann brutalismen stort inflytande. Brutalismen växte fram under  1950-talet med pionjärer som Alison och Peter Smithson och kom att bli populär i Storbritannien under speciellt 1960-talet genom arkitekter som Rodney Gordon, Ernő Goldfinger och Owen Luder. En rad uppmärksammade byggnader uppfördes som Trinity Square, St. Peter's Seminary och Robin Hood Gardens. Byggnaderna har gått olika öden till möte; många har rivits efter folkligt missnöje medan andra kulturminnesmärkts som omistliga.

## Brutalism
Brutalism eller nybrutalism är ett begrepp inom arkitekturteorin som fick användning i England 1954 som en beskrivning av bland annat av Le Corbusiers sena arkitektur och de britters verk som influerades av honom. Typiskt är användande av rå betong och att låta tekniska och funktionella detaljer utgöra arkitektoniska motiv. Benämningen applicerades på en stil som uppkom i England under 1950-talets början med bland andra paret Alison och Peter Smithson som förgrundsgestalter. Ursprungligen hade de bakomliggande idéerna mer med förhållningssättet till byggnadsuppgiften, brukarna och samhället att göra, än med estetiska och tekniska aspekter.
Efter andra världskriget och den förstörelse som kriget lett till, påbörjades en uppbyggnad av landet. Samtidigt etablerade sig modernismen bland Storbritanniens arkitekter och stadsplanerare. Men den tidiga modernismen från förkrigsåren kom aldrig att dominera utan istället sneglade många arkitekter i Storbritannien på den mer försiktiga, svenska sociala moderna byggnadskonsten. Men Alison och Peter Smithson nöjde sig inte med det, och inte heller med de kopior av den tidiga modernismen som dök upp i början av 1950-talet. De sökte sig i stället mot en mer rigid och formell arkitektur, präglad av idéer om att byggnadskonstruktionen skulle lämnas naken, och att struktur och ventilation inte skulle döljas utan lyftas fram.
Reynar Banham som myntade begreppet "the New Brutalism" sammanfattade brutalismen: ...Brutalism... make the whole conception of the building plain and comprehensible. No mystery, no romanticism, no obscurities about function and circulation. Inget skulle döljas, och byggnaden skulle vara ärlig i den meningen. En annan aspekt som Banham finner i flera tidiga brutalistiska byggnader är formella planer och användandet av klassiska gestaltningsprinciper. Han noterar hur Rudolf Wittkowers bok Architectural principles in the age of humanism, som utkom 1949, påverkade många av tidens unga arkitekter.
Medan Le Corbusiers byggnader i det soliga Frankrike berömdes för sin skönhet växte kritiken mot den brittiska brutalismen. Kritiken bottnade i flera aspekter, dels att byggnaderna inte ansågs åldras vackert i det brittiska klimatet, att byggnaderna som ofta var offentligt finansierade bostadsprojekt (som Robin Hood Gardens) förknippades med ökande sociala problem men även en allmänt växande kritik mot den moderna arkitekturen där brutalismen framstod som den mest okänsliga. Efter att brutalismen gått ur arkitektmodet gjordes försök av lokala politiker att få byggnaderna rivna, vilket förhindrades av arkitekter som såg till att byggnaderna kulturminnesmärktes.
År 2016 kritiserade Storbritanniens transportminister John Hayes brutalistiska byggnader som förfulande av stadsdelar då de var oproportionliga i jämförelse med omgivande bebyggelse samt att de var impopulära hos allmänheten. Han menade också att brutalismen var en disharmonisk byggstil som var ute efter att chockera i motsats till att skapa harmoni.

## Arkitekter

### Owen Luder

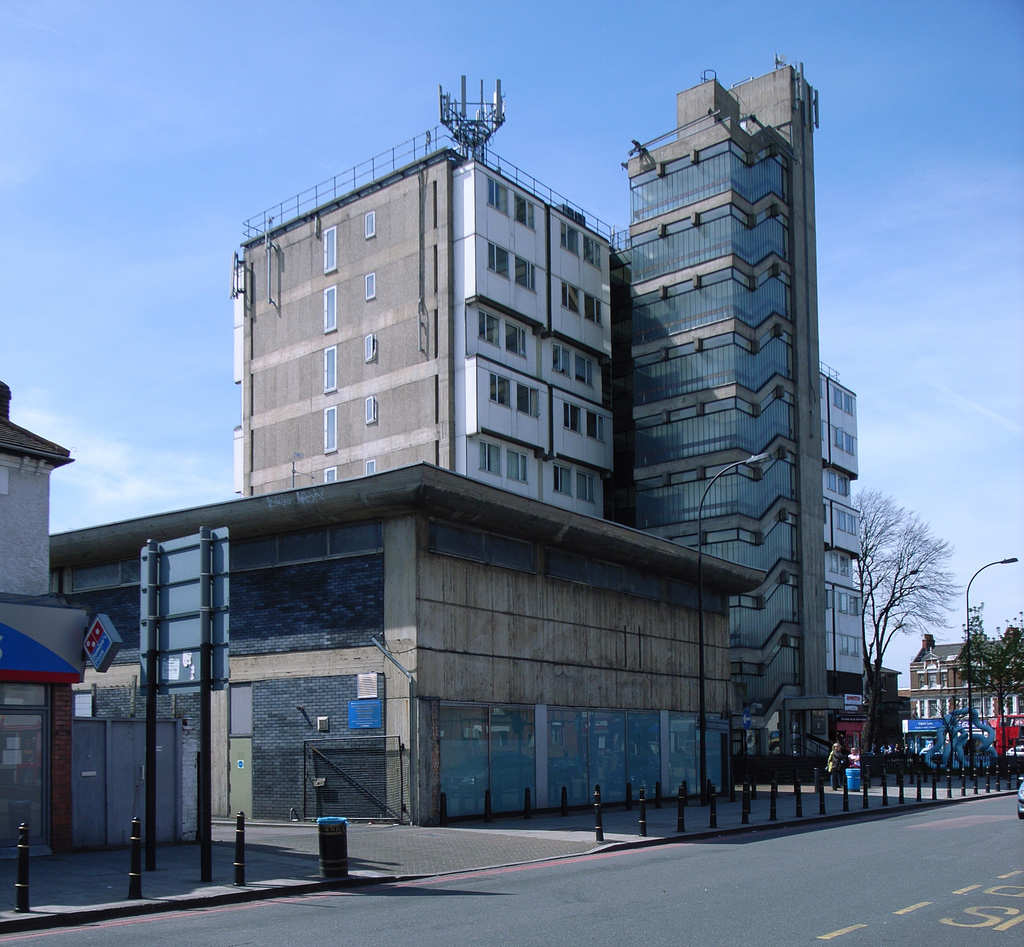
Eros House.

Owen Luder (1928-2021) var en brittisk arkitekt som under 1960- och 1970-talet ritade en rad kontroversiella brutalistiska betongbyggnader i Storbritannien. Han var också under en period ordförande i det brittiska arkitektförbundet, RIBA. Hans mest kända verk är shoppingcentret Tricorn Centre i Portsmouth, Derwent Tower och Trinity Square car park i Gateshead, vilka samtliga har rivits. Luders byggnader misslyckades med att vinna folklig popularitet och utsattes för hård kritik. Samtidigt har rivningarna av byggnader fått utstå kritik. Luder själv har motsatt sig alla rivningar. Några av hans byggnader har också fått en kulturhistorisk klassning som värdefulla, bland annat hans kontroversiella Eros House i Catford, i Lewisham i södra London. I många av projekten arbetade Luder tillsammans med Rodney Gordon (1933–2008), bland annat med Tricorn Centre och Trinity Square. Liksom Luder hade Gordon en förkärlek för skulpturala betongbyggnader och hans byggnader beskrevs som "dramatiska, skulpturala och enorma" samt "futuristiska".

### Ernő Goldfinger

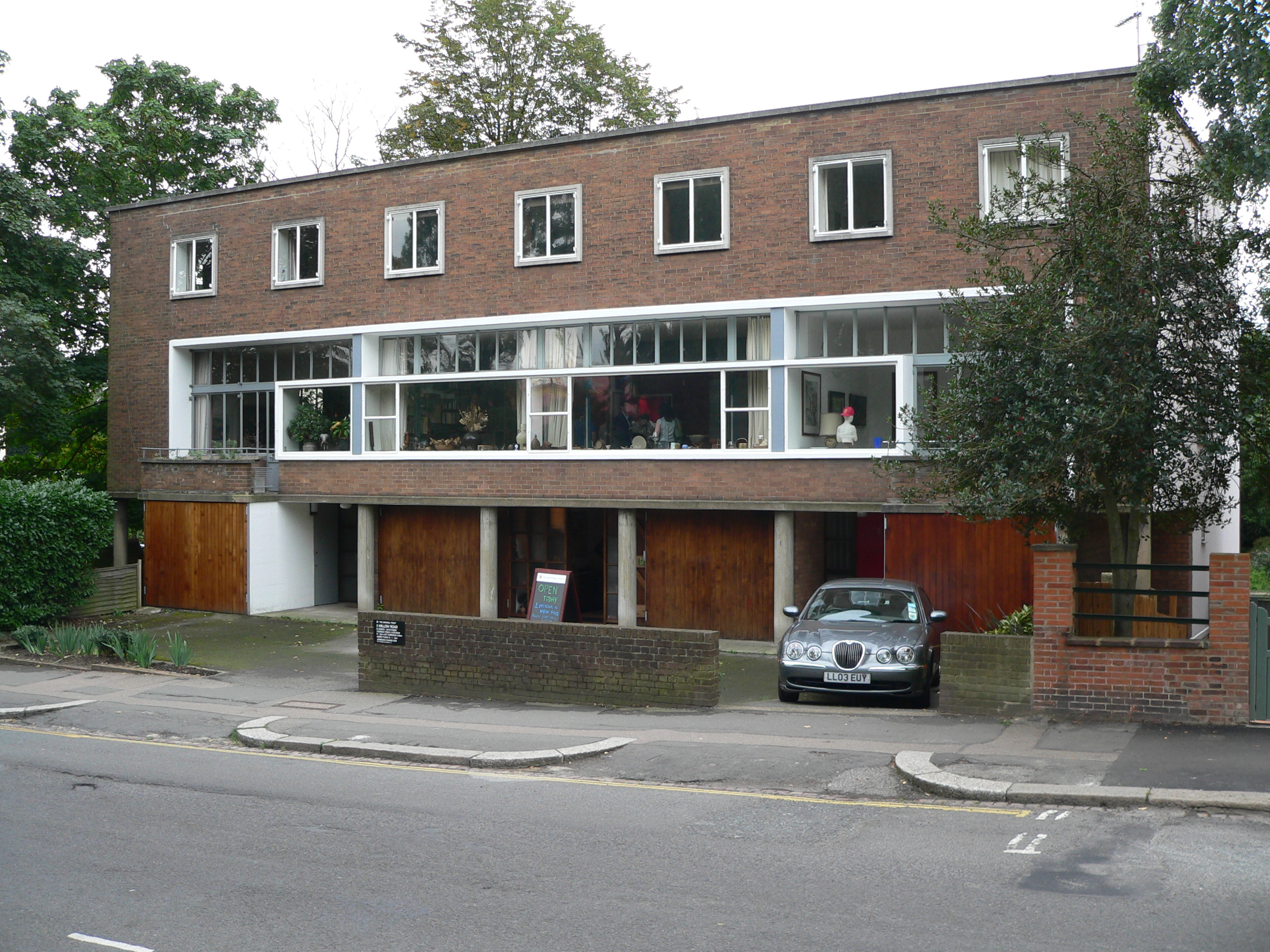
Goldfingers eget hus, ett av hans få verk från mellankrigstiden.

Ernő Goldfinger (11 november 1902 - 15 november 1987), var en ungersk arkitekt och möbeldesigner, främst verksam i Storbritannien.  År 1921 flydde han till Frankrike, där mötte han inflytelserika arkitekter som Le Corbusier, Auguste Perret och Ludwig Mies van der Rohe. År 1934 flyttade Goldfinger till London. Efter kriget var efterfrågan på bostäder enorm och Goldfinger kom att bli en av nyckelpersonerna i utformandet av stora bostadsprojekt främst i Londonregionen. Goldfinger hämtade bland annat inspiration från Le Corbusiers Unité d'Habitation. Författaren Ian Fleming hämtade namnet Goldfinger till en av sina karaktärer, som en protest mot att Ernő Goldfinger projekterat ett hus, vars utseende Fleming inte tyckte om.

### Alison och Peter Smithson

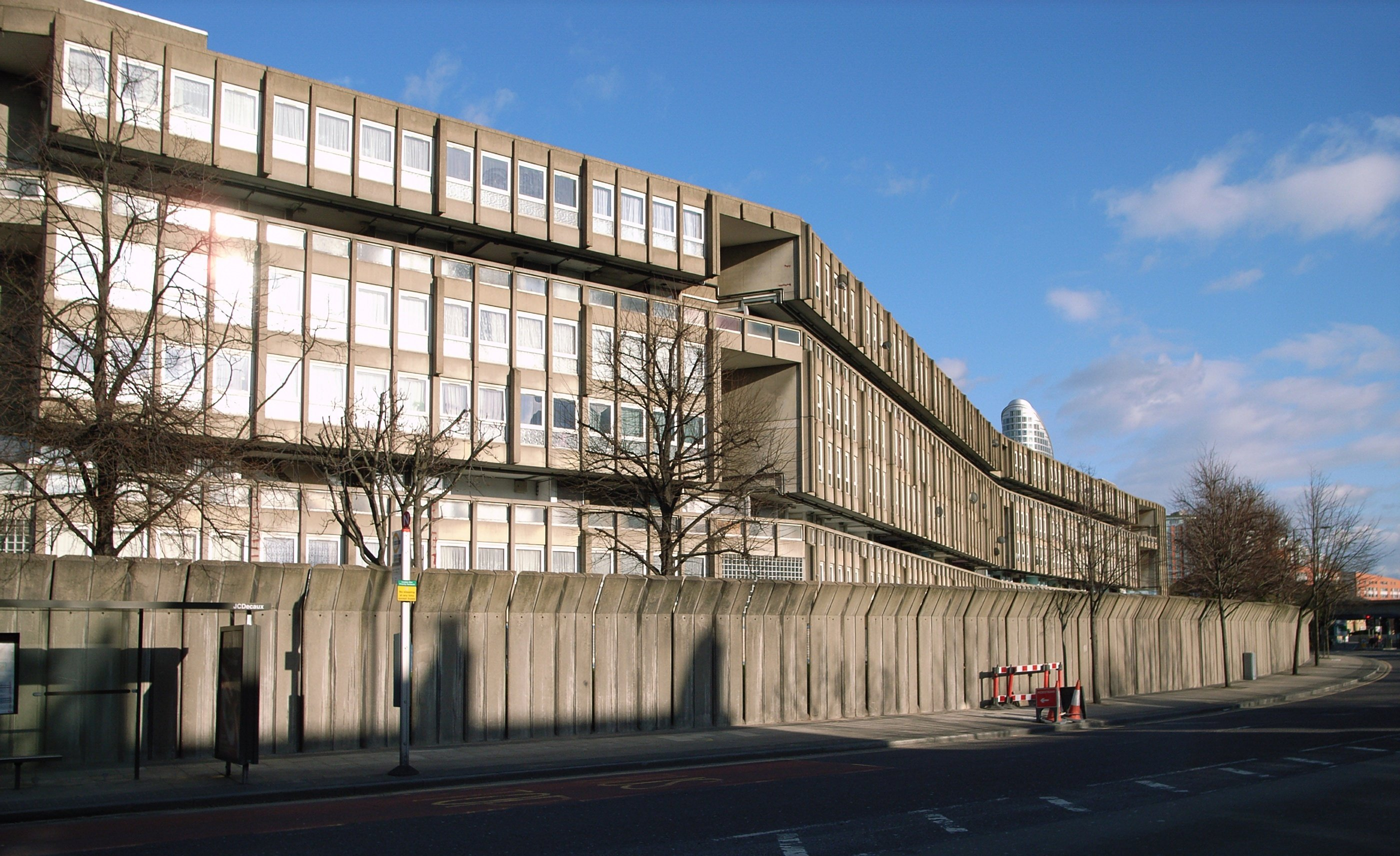
Robin Hood Gardens.

Alison Smithson (22 juni 1928 - 14 augusti 1993) och Peter Smithson (18 september 1923 - 3 mars 2003) var en brittisk arkitektduo. Paret träffades under arkitektstudierna vid universitetet i Durham (1939-1942) och grundade 1950 arkitektkontoret APS (Alison and Peter Smithson) i London efter att ha gift sig året innan. Parets första, och mest uppmärksammade projekt, var uppdraget att rita en ny skola i Hunstanton, Norfolk. I samband med detta knöt de kontakter med beslutsfattare inom den offentliga sektorn och utvecklade en egenartad stil som brukar tillskrivas brutalismen. Smithsons var utpräglade visionärer och bidrog till det paradigmskifte, som skedde inom arkitekturen under 1960-talet, till strukturalism och senare till postmodernism. Få av deras verk uppfördes.

### Kommunala arkitekter
Ett flertal av byggnaderna uppfördes av kommunala arkitektkontor, bland annat Pimlico School och Alexander Road. Rodney Gordon inledde sin arkitektkarriär på ett kommunalt arkitektkontor i London.

## Byggnader

### Brittisk klassning
Storbritannien har en tregradig skala för att klassificera kulturhistoriskt viktiga byggnader. I England klassificeras värdefulla byggnader från Grade I till Grade II.
- Grade I: Byggnader av enastående historiskt och kulturellt värde. Exempel: Buckingham Palace och Royal Albert Hall.
- Grade II*: Speciellt betydelsefull byggnad av mer än lokalt intresse. Exempel: Trellick Tower och Stockport town hall
- Grade II:Byggnader av speciellt arkitektoniskt eller historiskt värde. Exempel: University of Birmingham

Skottland har ett motsvarande system, där skalan går från Category:A till Category:C. St. Peter's Seminary som ligger i Skottland har märkningen A, vilket alltså motsvarar Grade 1 för en engelsk byggnad.

### Trinity Square car park
Trinity Square car park var ett  parkeringshus i Gateshead i nordöstra England ritat av Owen Luder som invigdes 1969. Byggnaden var en utpräglat brutalistisk byggnad uppförd i betong. Byggnaden dominerade stadsbilden i Gateshead som ligger vid floden Tyne. Parkeringshusets berömmelse kommer av att två nyckelscener i engelska succéfilmen Ta fast Carter! spelades in i parkeringshuset. Resten av filmen spelades huvudsakligen in i den betydligt större grannstaden på andra sidan Tyne, Newcastle upon Tyne. Parkeringshuset hörde till shoppingcentret Trinity Square som liksom parkeringshuset började rivas 2009.
- Status i dag: Under rivning.
- Skyddsklass: Ingen

### Pimlico School
Pimlico School var en brutalistisk skolbyggnad i London uppförd 1967-70 ritad av John Bancrof på det kommunala arkitektkontoret i London.  Skolan var en utpräglad brutalistisk byggnad i rå betong och med stora glasytor. Byggnaden var redan från början kontroversiell, även om den har fått en hög status i arkitektkretsar. Tekniskt sett har den inte fungerat bra, de stora fönstren och betongväggar har gjort skolan kall under vintrarna och väldigt varm under sommartid.
- Status i dag: Rivet
- Skyddsklass: Ingen

### Robin Hood Gardens
Området, som omfattar 213 lägenheter i 1-2 plan, ritades av arkitektduon Alison och Peter Smithson i mitten av 1960-talet och stod färdigt 1972 och byggdes på initiativ av den lokala allmännyttan. Bostadshusen, uppförda i betong i en rå, brutalistisk stil, var utformade med lägenheter som placerades utefter gångstråksdäck som upphöjda "gator". Konceptet hade delvis använts i Le Corbusiers Unité d'Habitation, men i Robin Hood Gardens var "gatorna" delvis utomhus. Det fuktiga och kalla klimatet i London, tillsammans med en hög kriminalitet i området, gjorde snabbt dessa passager till mörka, ogästvänliga och ökända stråk. Dessutom var byggkvaliteten undermålig och arkitekterna fick kritik för dåliga planlösningar i lägenheterna.
- Status i dag: I bruk. Långt gångna planer på rivning (2011).
- Skyddsklassning: Ingen.

### Alexandra Road
Alexandra Road är ett brutalistiskt bostadsområde i Camden i London uppfört 1977 av arkitekt Neave Brown och Camdens kommunala arkitektkontor. Byggnaden är skapad i form av en fyra våningar hög terrassbyggnad i två parallella byggnader. Byggnaden har fönstren och terrasserna åt den ena sidan, då tomten på andra sidan vetter mot en av de tre järnvägslinjerna som korsar Camden.
- Status i dag: I bruk.
- Skyddsklassning: Grade II

### Trellick Tower
Trellick Tower är ett 31 våningar högt bostadshus i västra London. Byggnaden uppfördes av den kommunala allmännyttan mellan 1968 och 1972 för att erbjuda mindre bemedlade familjer goda bostäder. Huset ritades av arkitekten Ernő Goldfinger i en karakteristisk, brutalistisk betongarkitektur, vilket tillsammans med den enorma skalan i förhållande till sin omgivning har gjort byggnaden till ett landmärke. Till skillnad från Le Corbusiers Unité d'Habitation innehåller Trellick Tower uteslutande bostäder och har, i stället för Le Corbusiers inomhusgator, den huvudsakliga kommunikationen i ett separat hisstorn. Detta torn förbinds med bostadshuset på var tredje våning via gångbroar och ger byggnaden dess karakteristiska utseende. I Londons East End finns ett likadant torn från samma år, Balfron Tower, där arkitekten Goldfinger själv bodde under många år.
- Status i dag: I bruk.
- Skyddsklassning: Grade II*

### Barbican
Barbican Estate är ett stort bostadsområde nära City of London och East End som förutom bostäder innehåller en rad museer och kulturinstitutioner, bland annat Londons stadsmuseum och Barbican Arts Centre som tillsammans med andra institutioner formar Barbican Centre. Området byggdes mellan 1965 och 1976 på en 140 000 m² stort tomtområde som hade förstörts under andra världskriget. Arkitekter var Chamberlin, Powell and Bon. Området består av 13 bostadshus grupperade en grön gård och den lilla sjö som finns i området. Bostadshusen reser sig 7 våningar över områdets system av gångvägar som befinner sig över gatunivån och gården och som förbinder de olika husen med varandra. Området har också tre höga bostadstorn med 42 våningar som reser 123 meter upp. Till skillnad från många andra storstilade efterkrigskomplex är Barbican ett eftertraktat område.
- Status i dag: I bruk.
- Skyddsklass: Grade II

#### Galleri

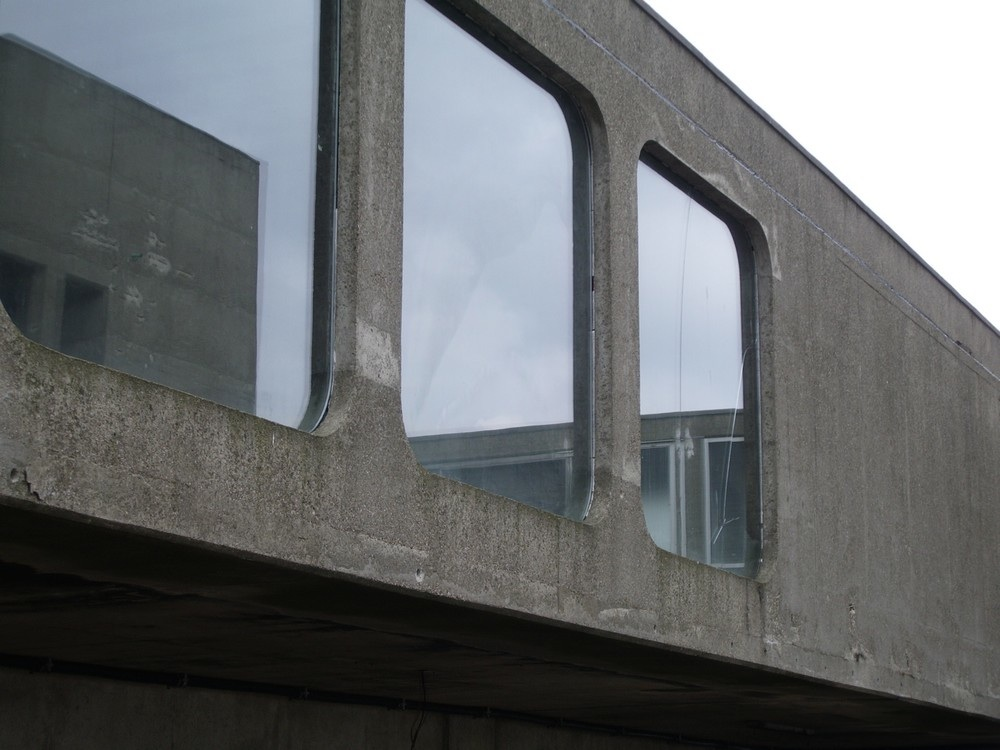
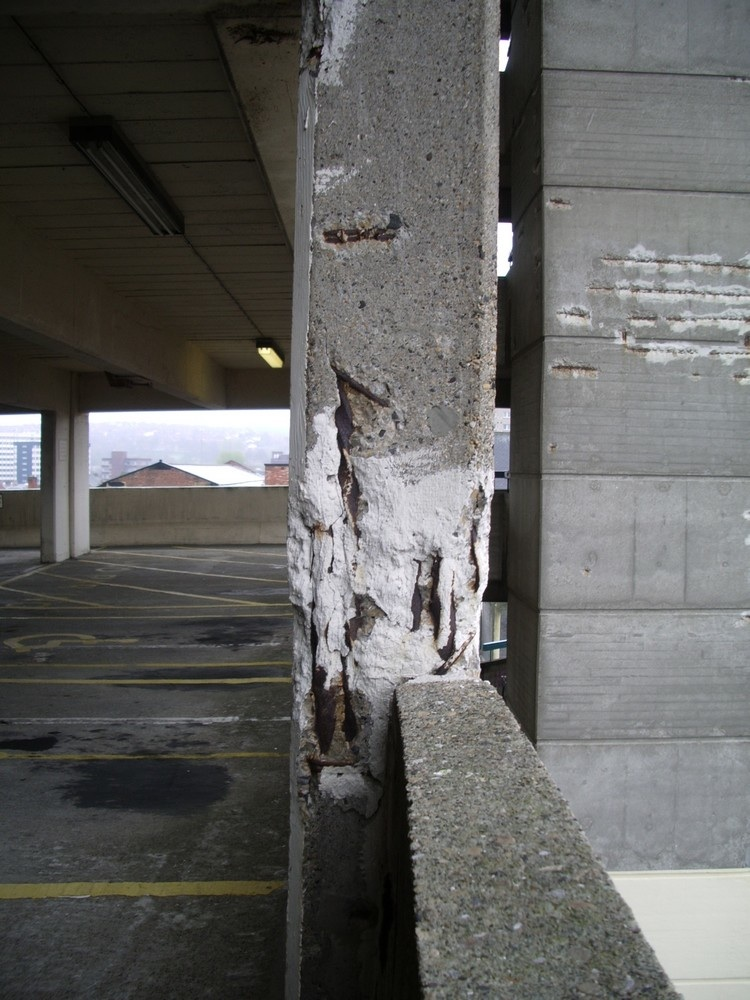
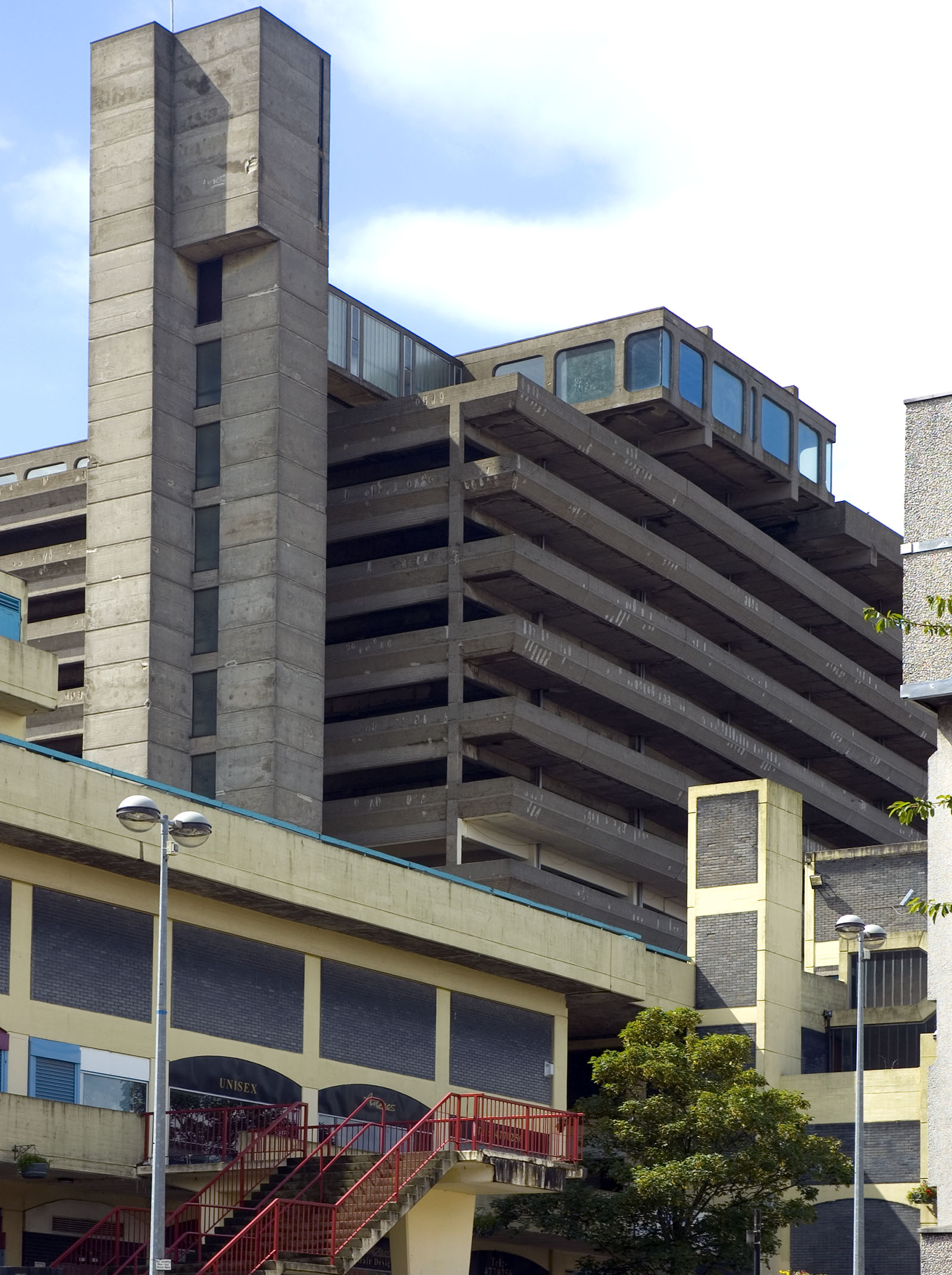
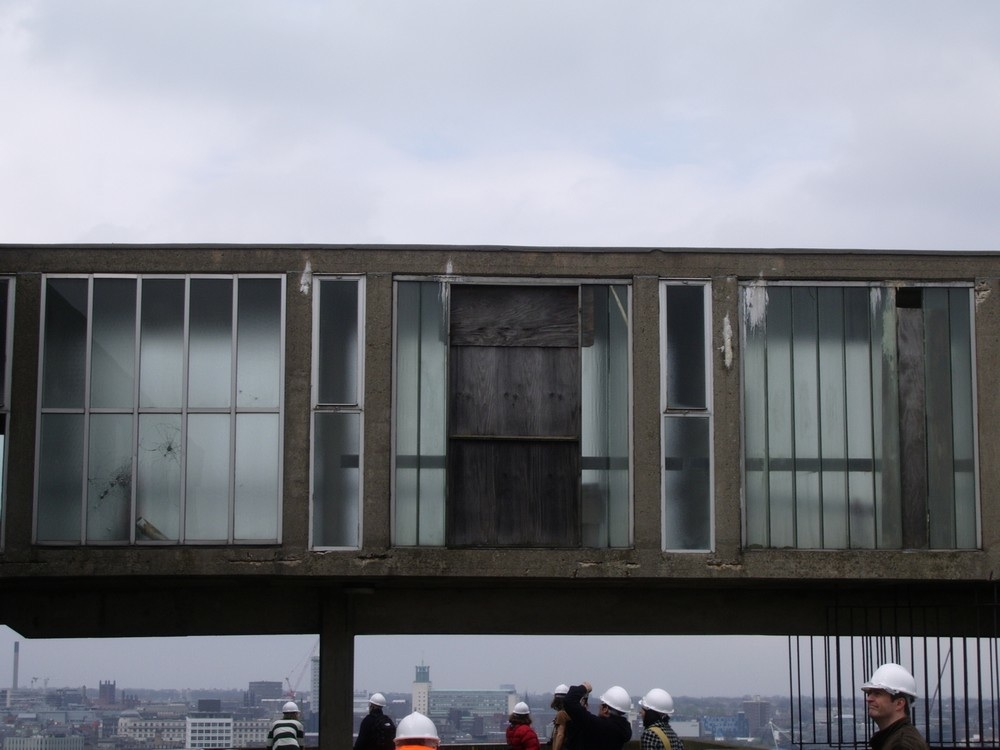

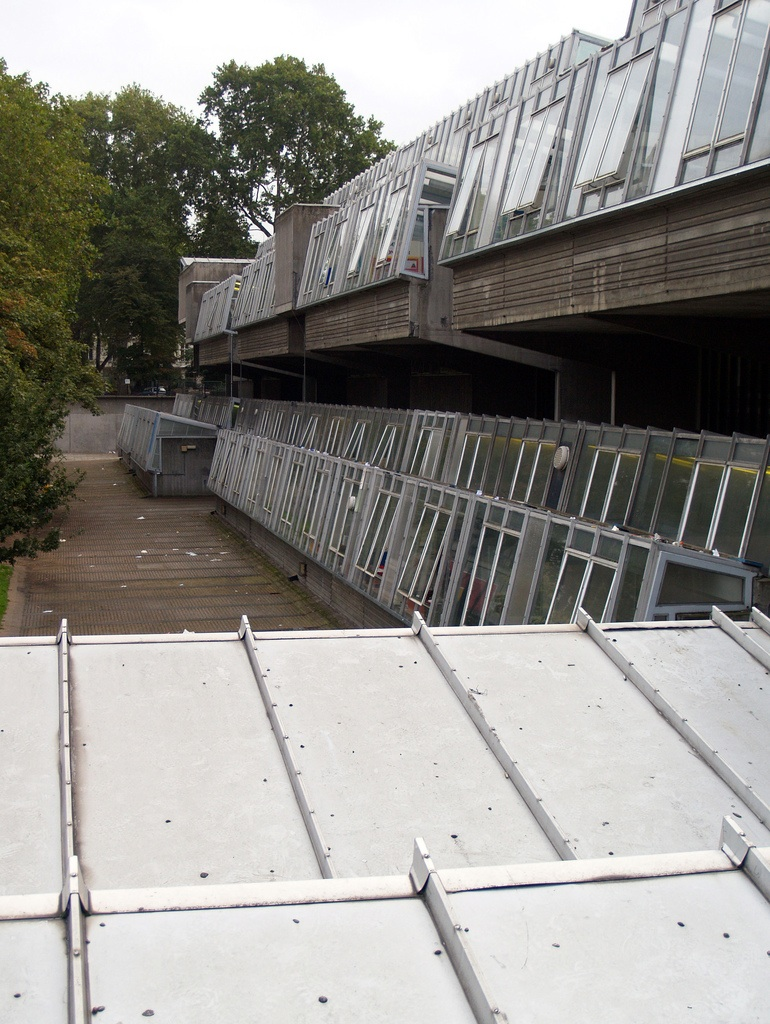
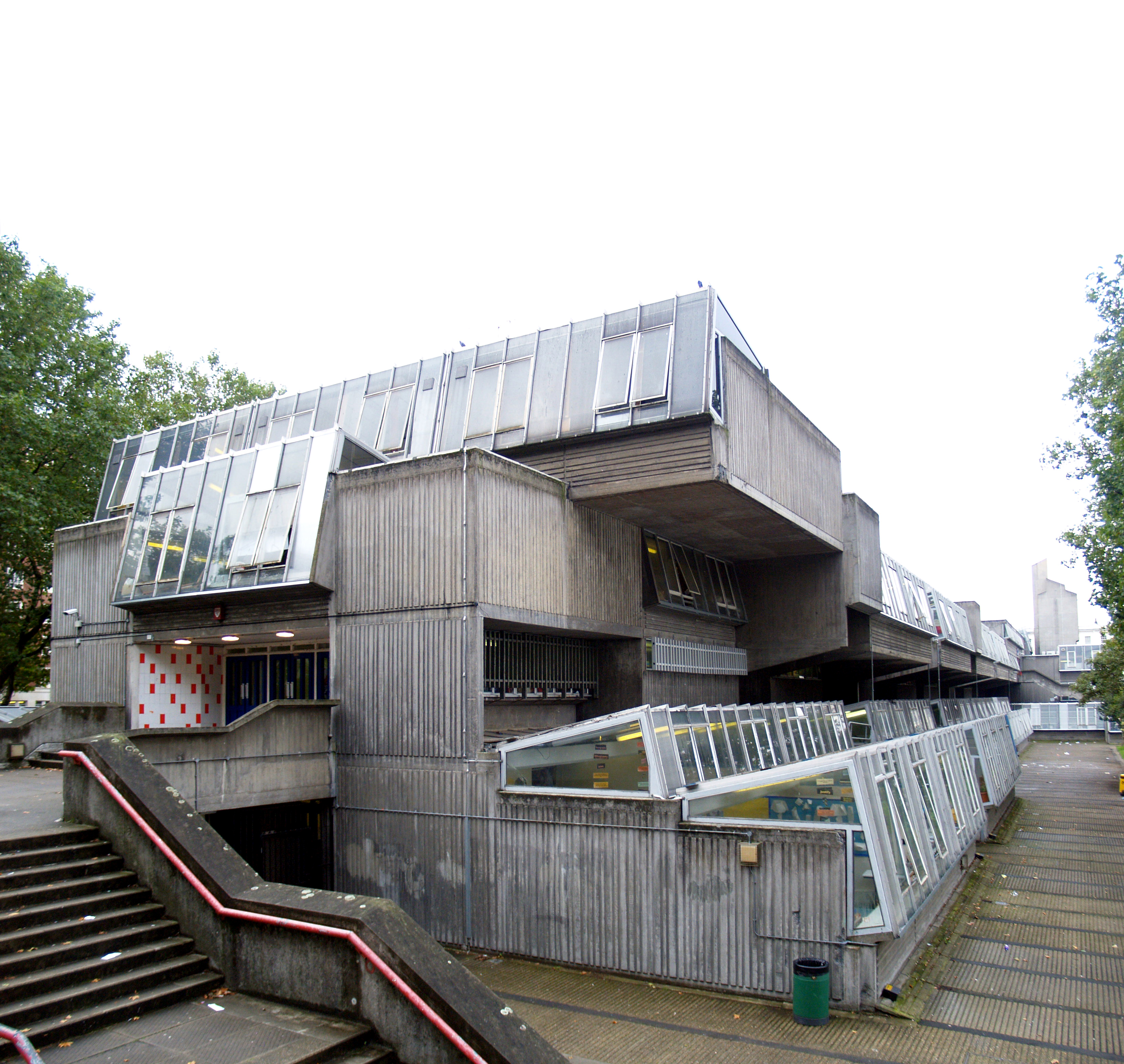
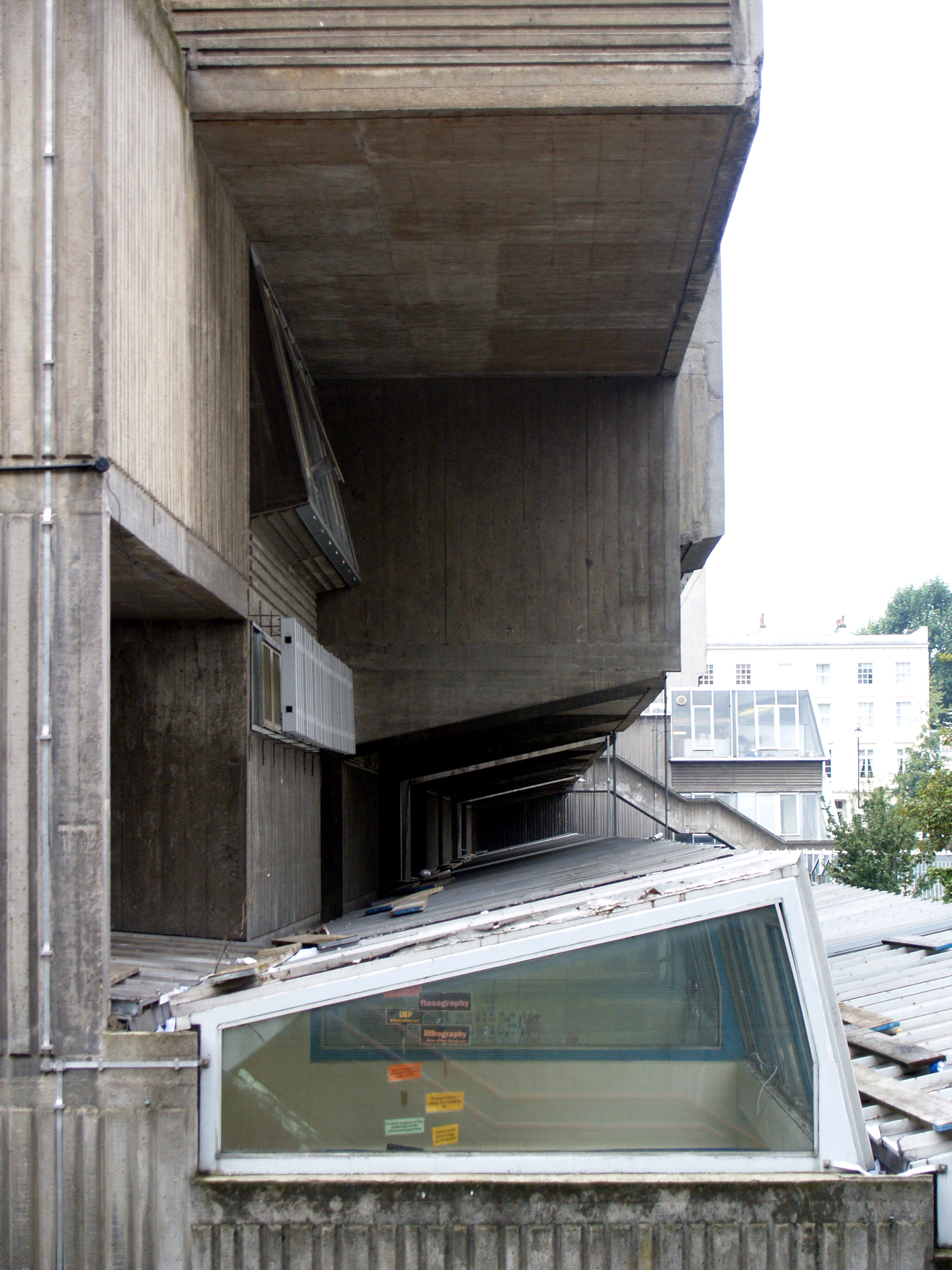
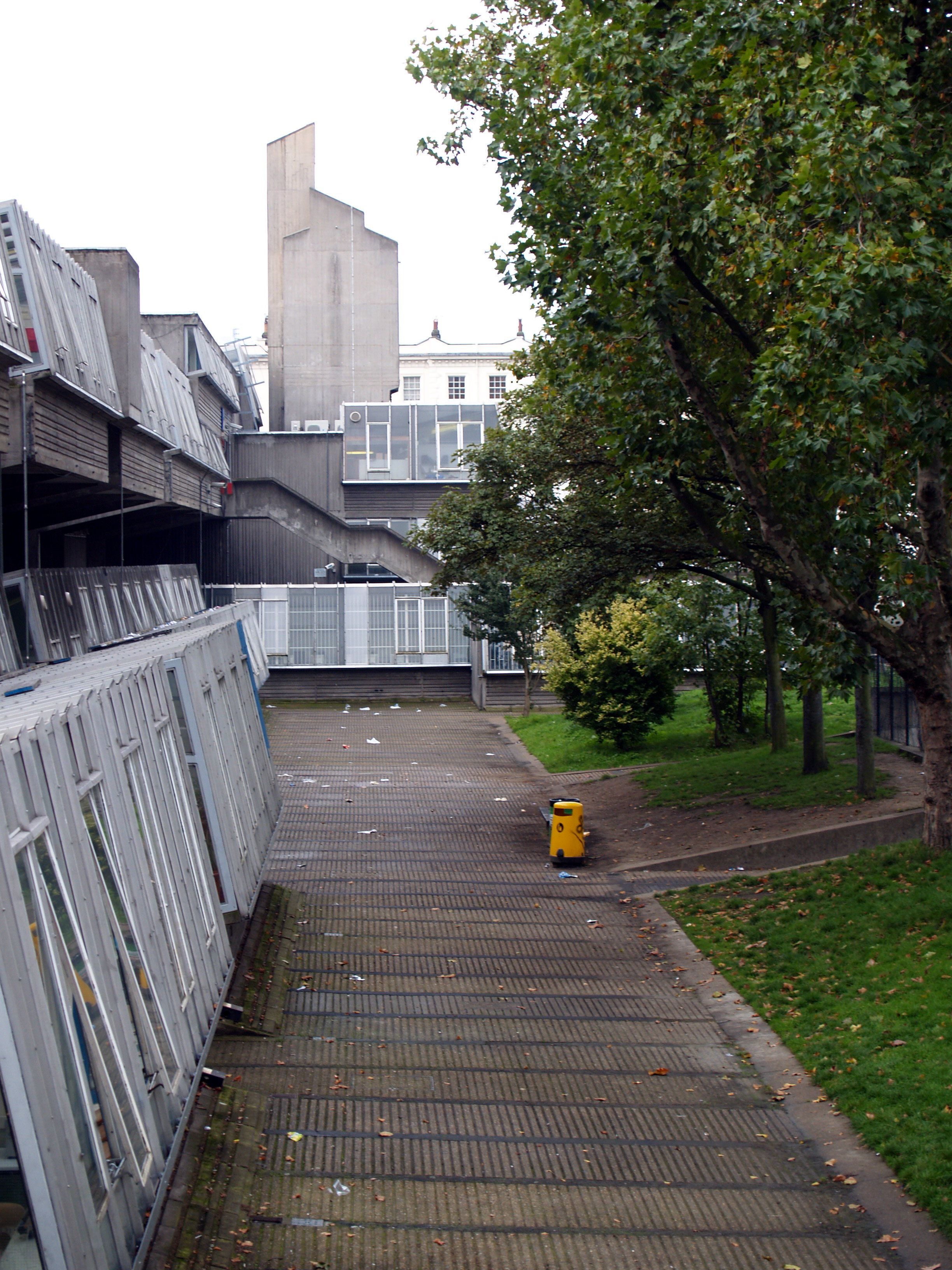

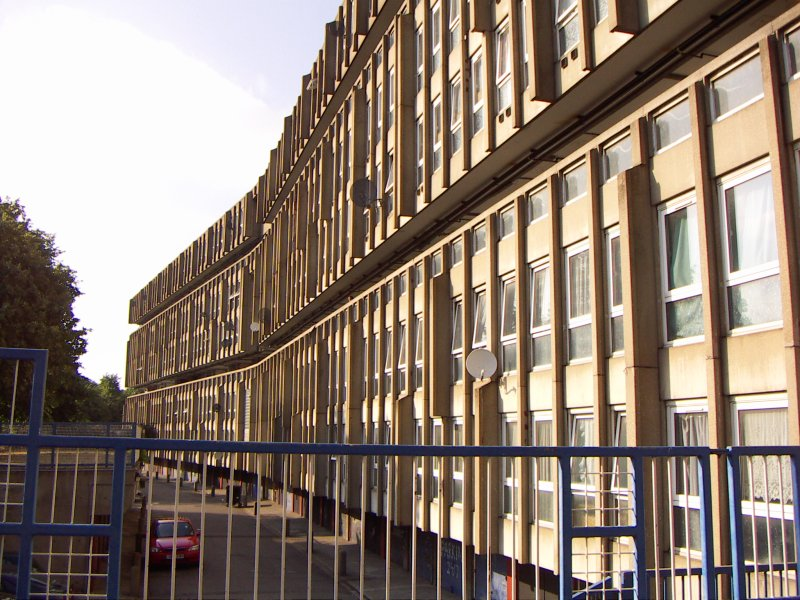
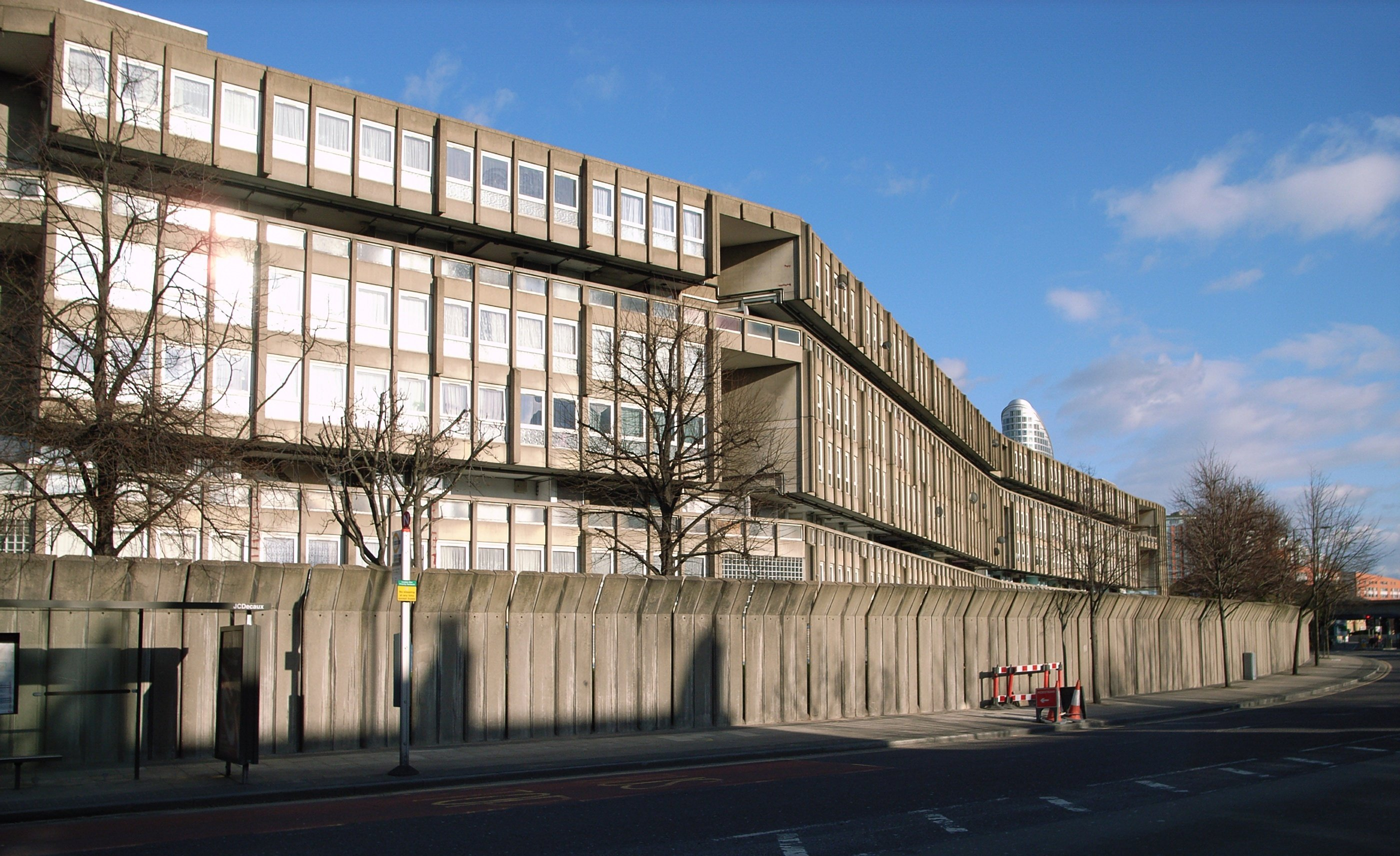
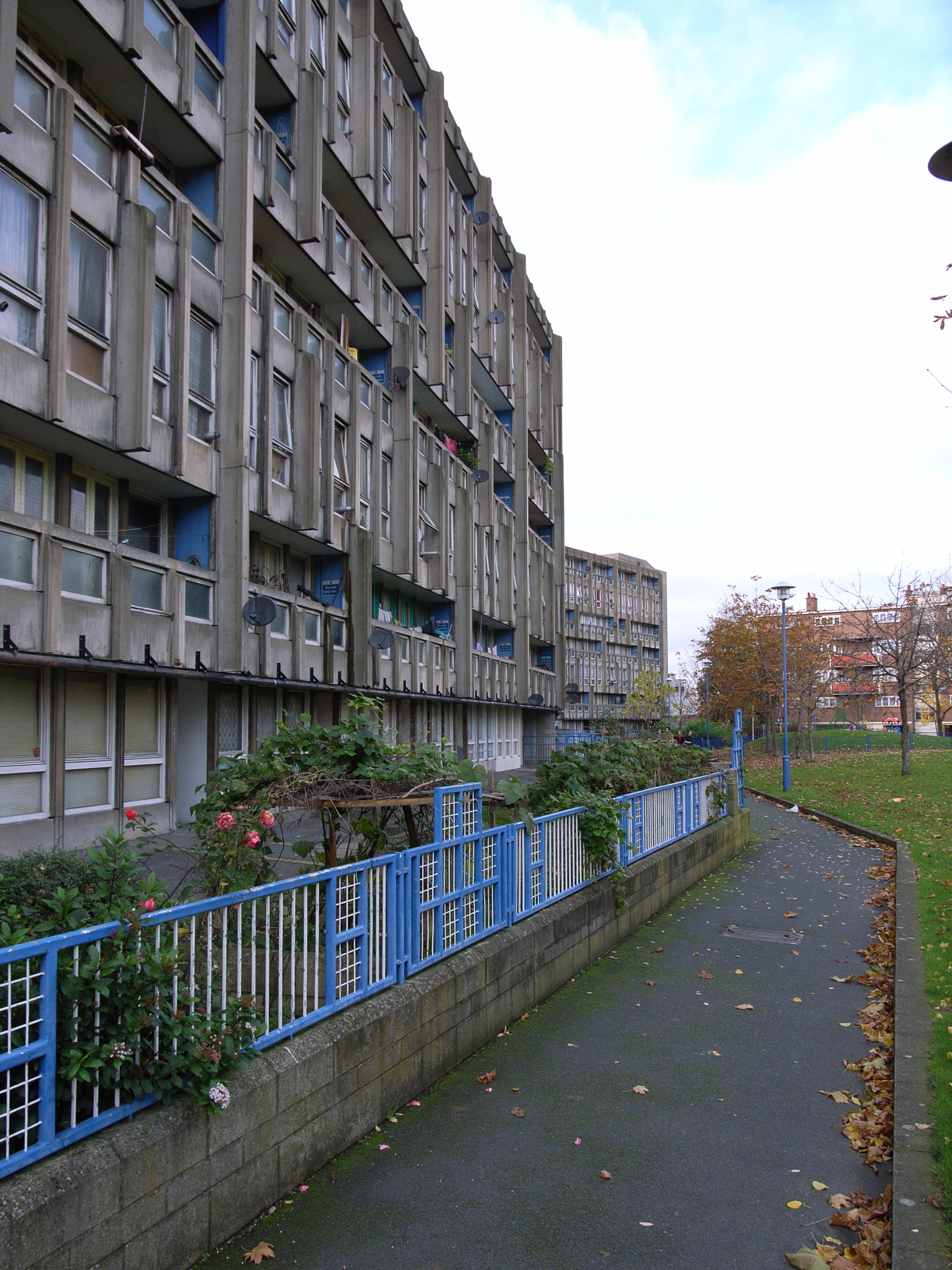
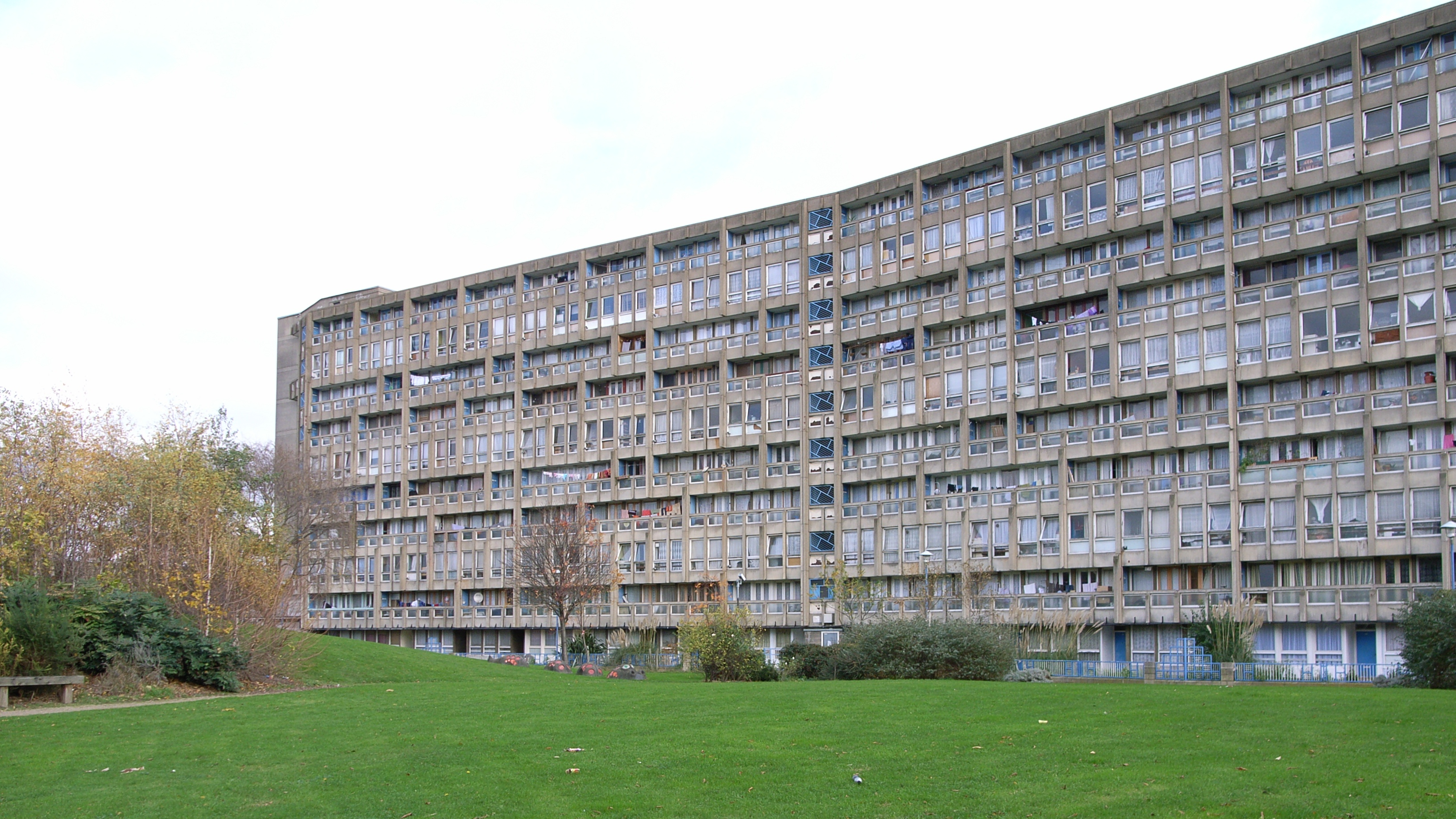

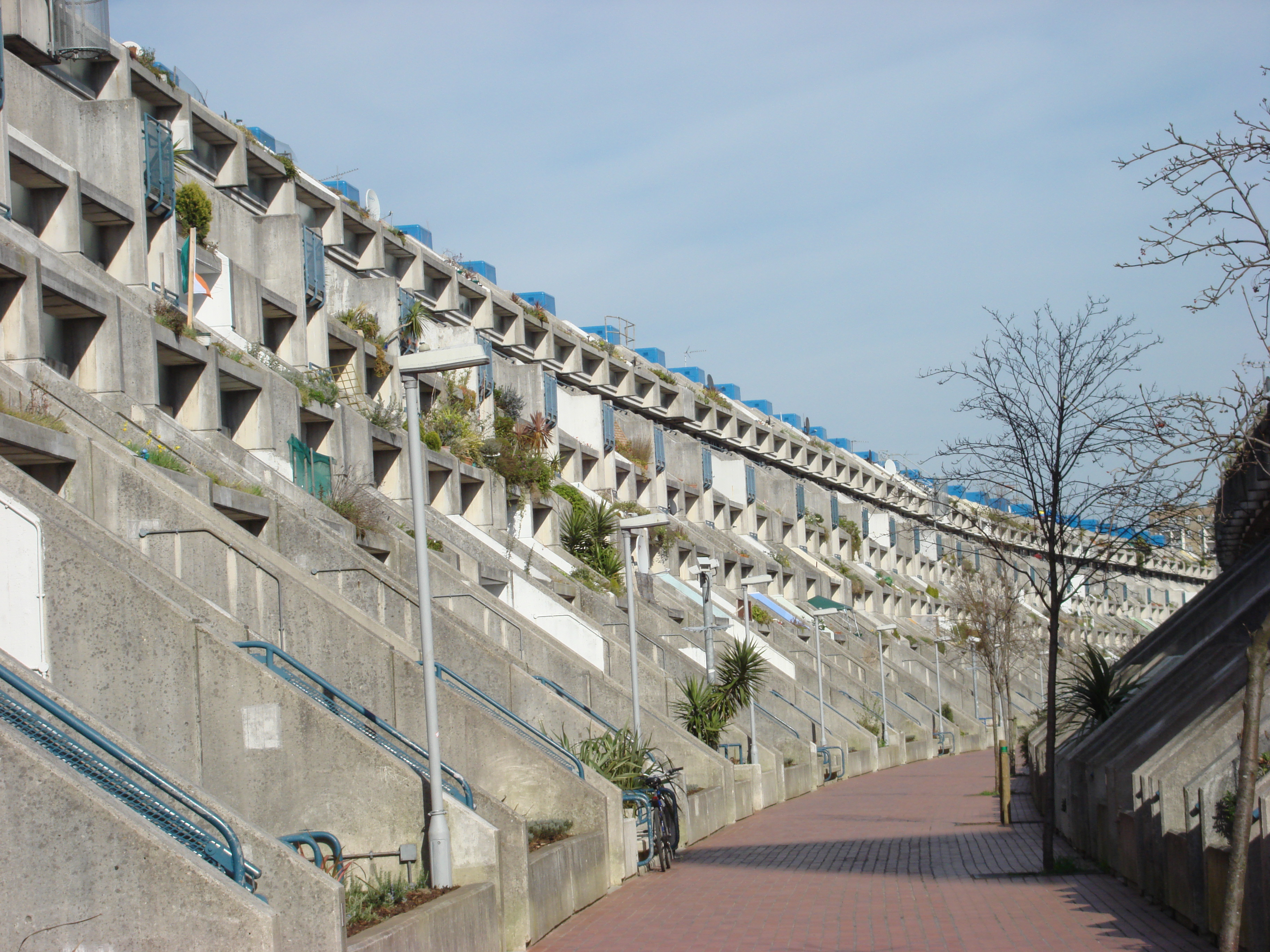
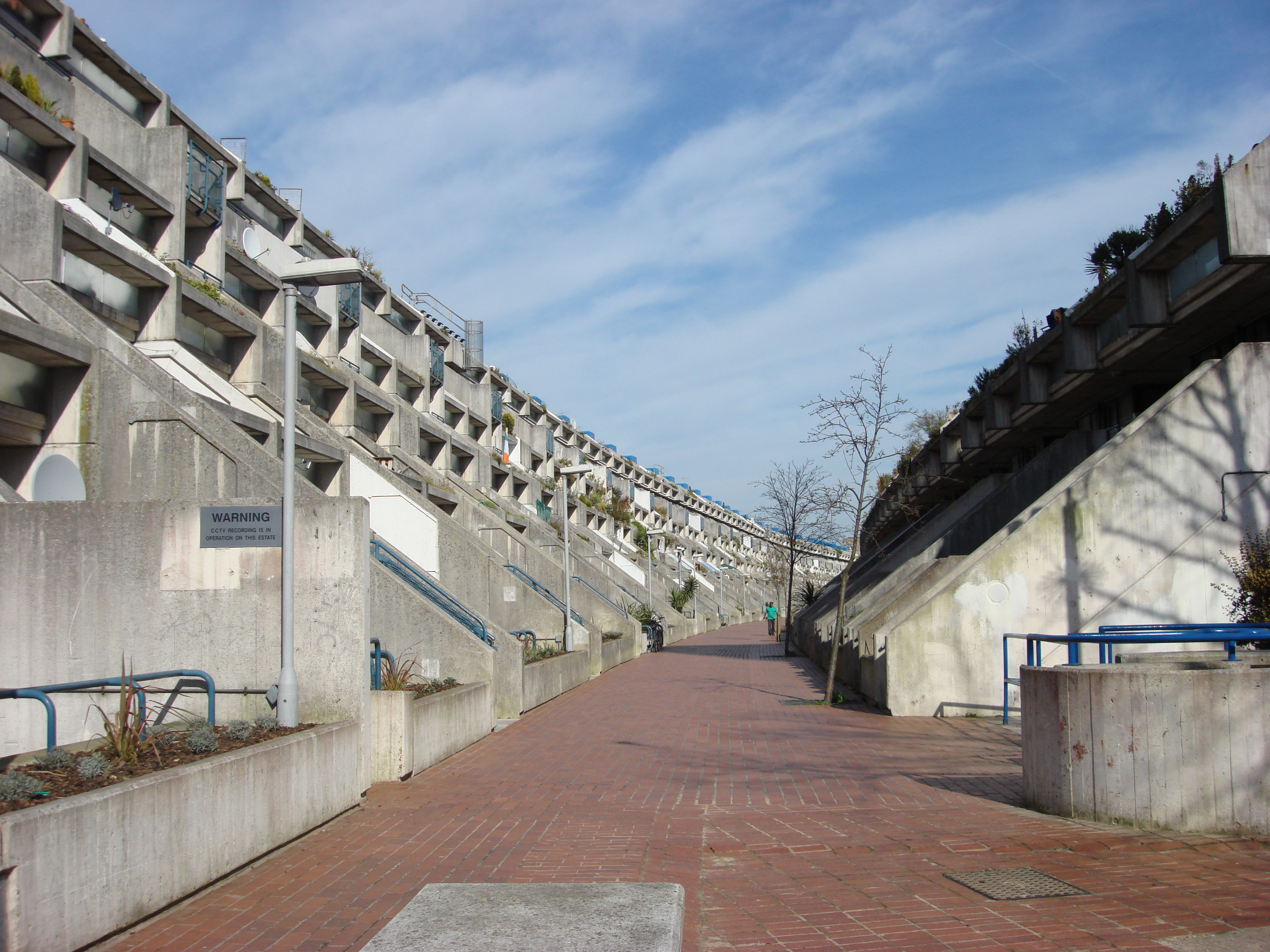
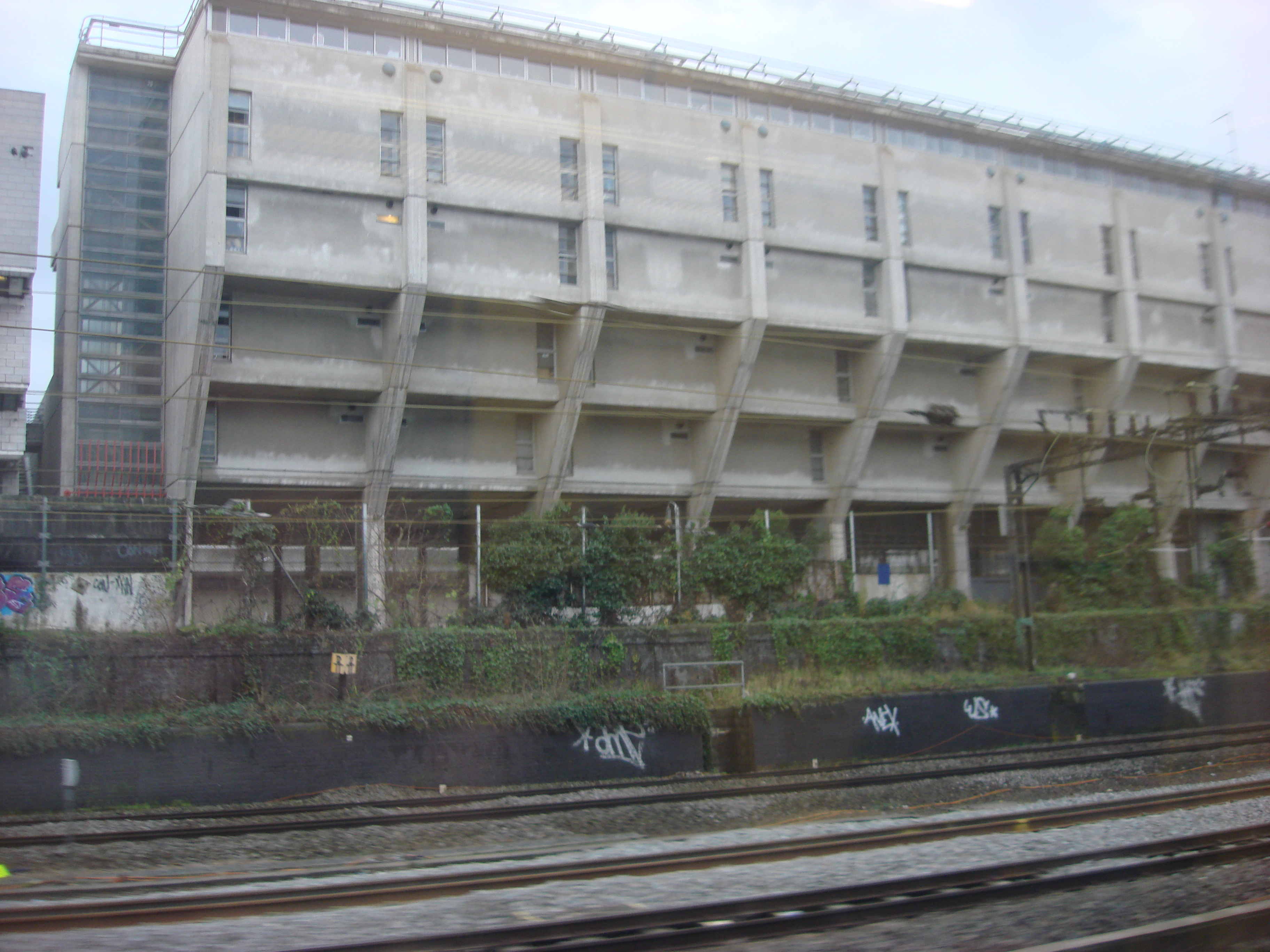
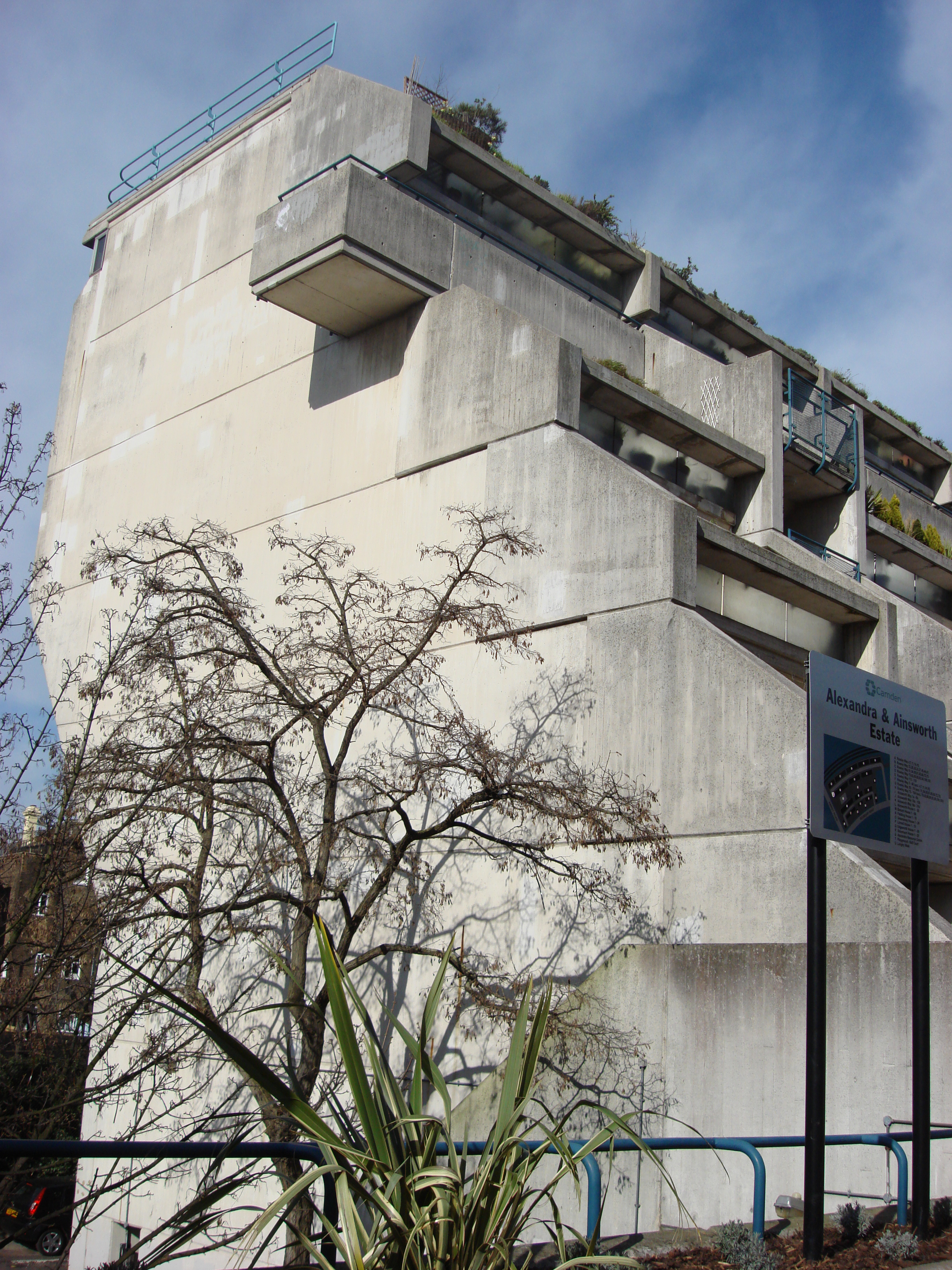

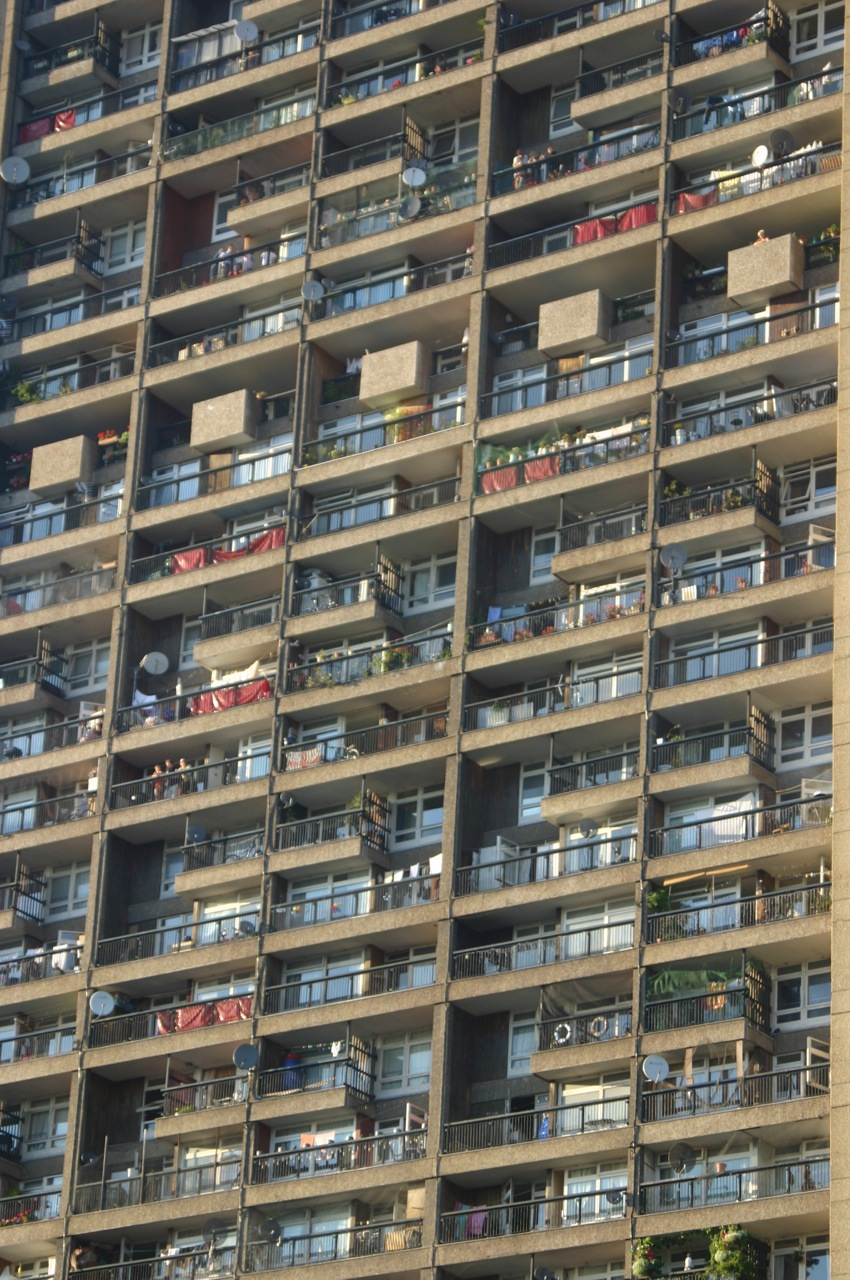
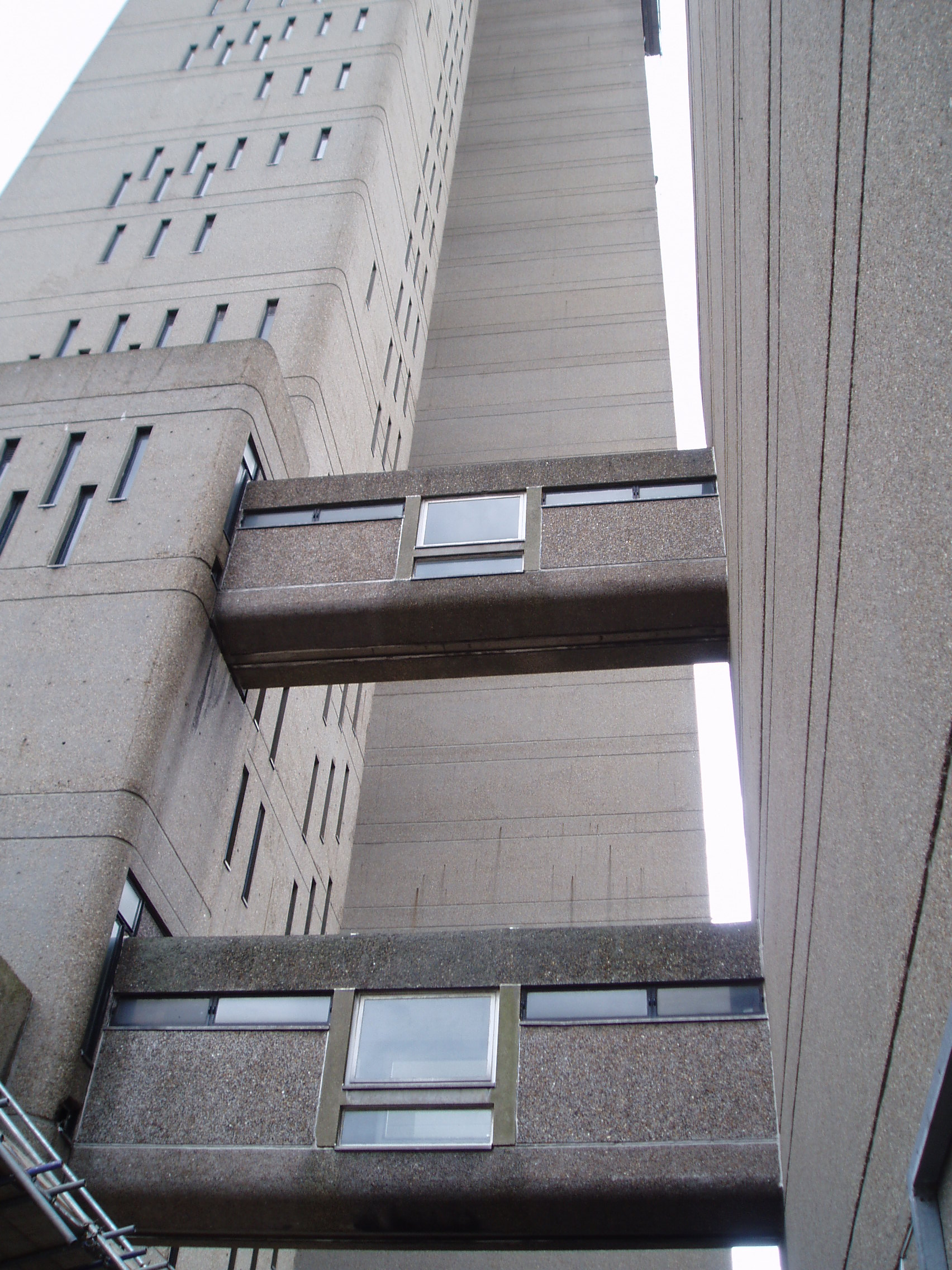
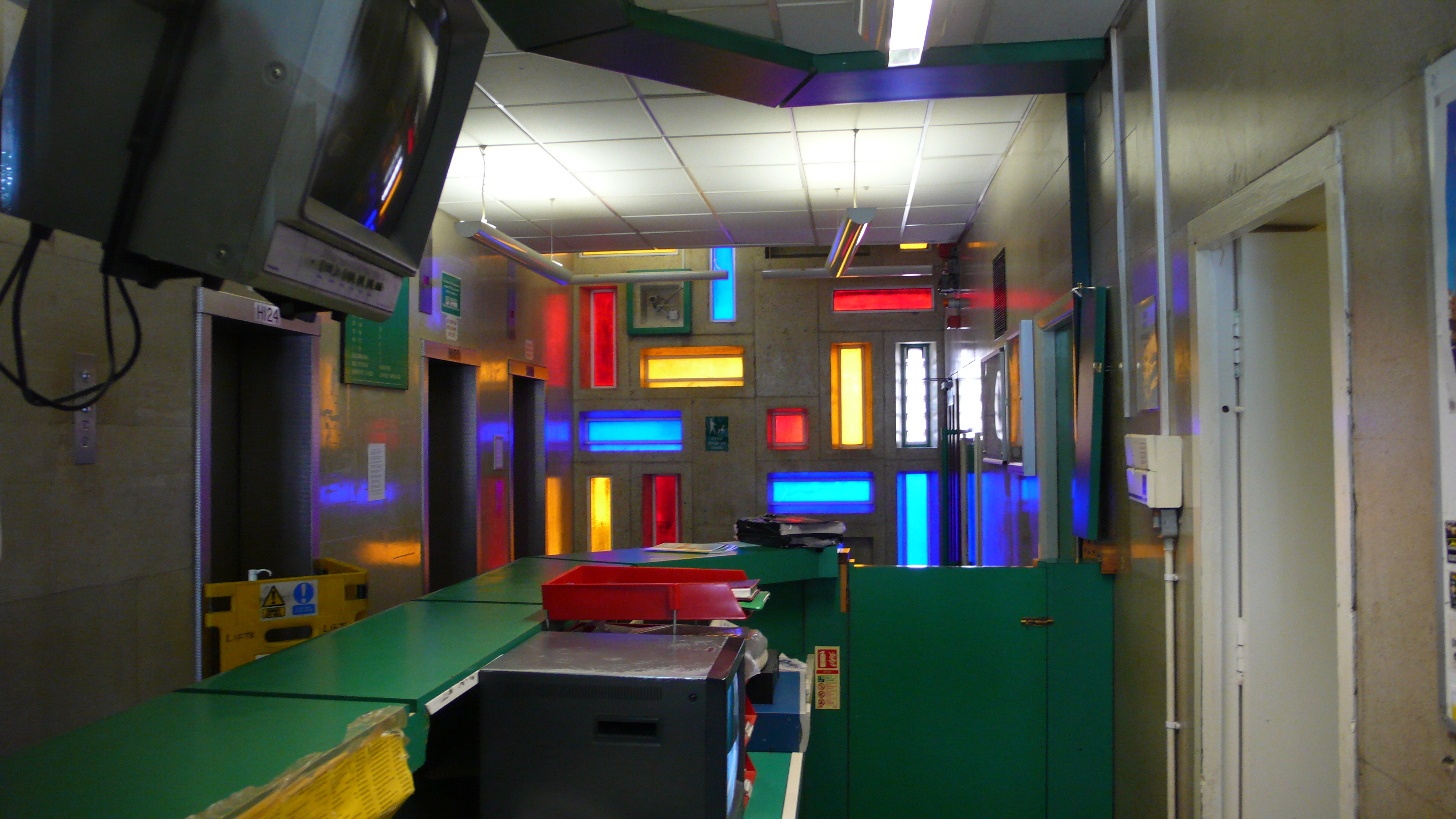
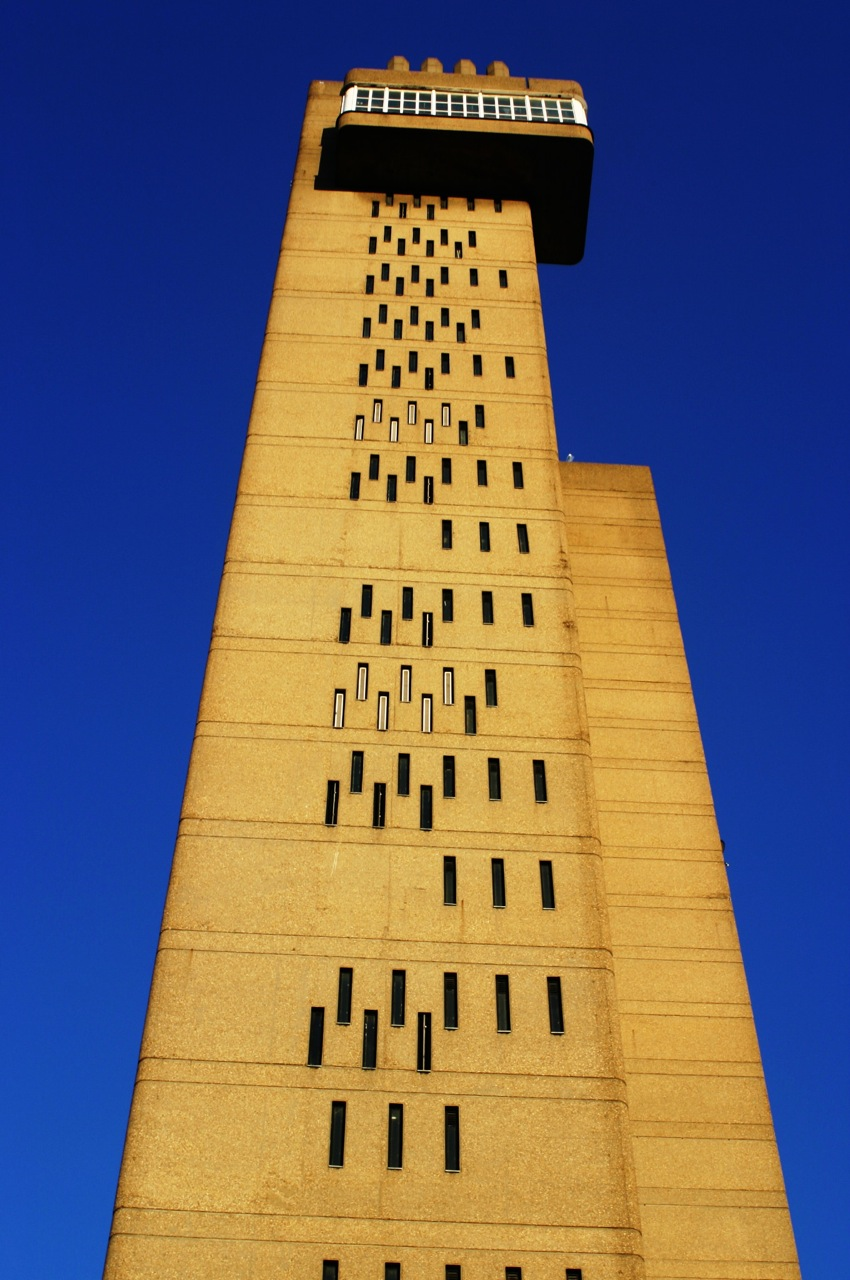

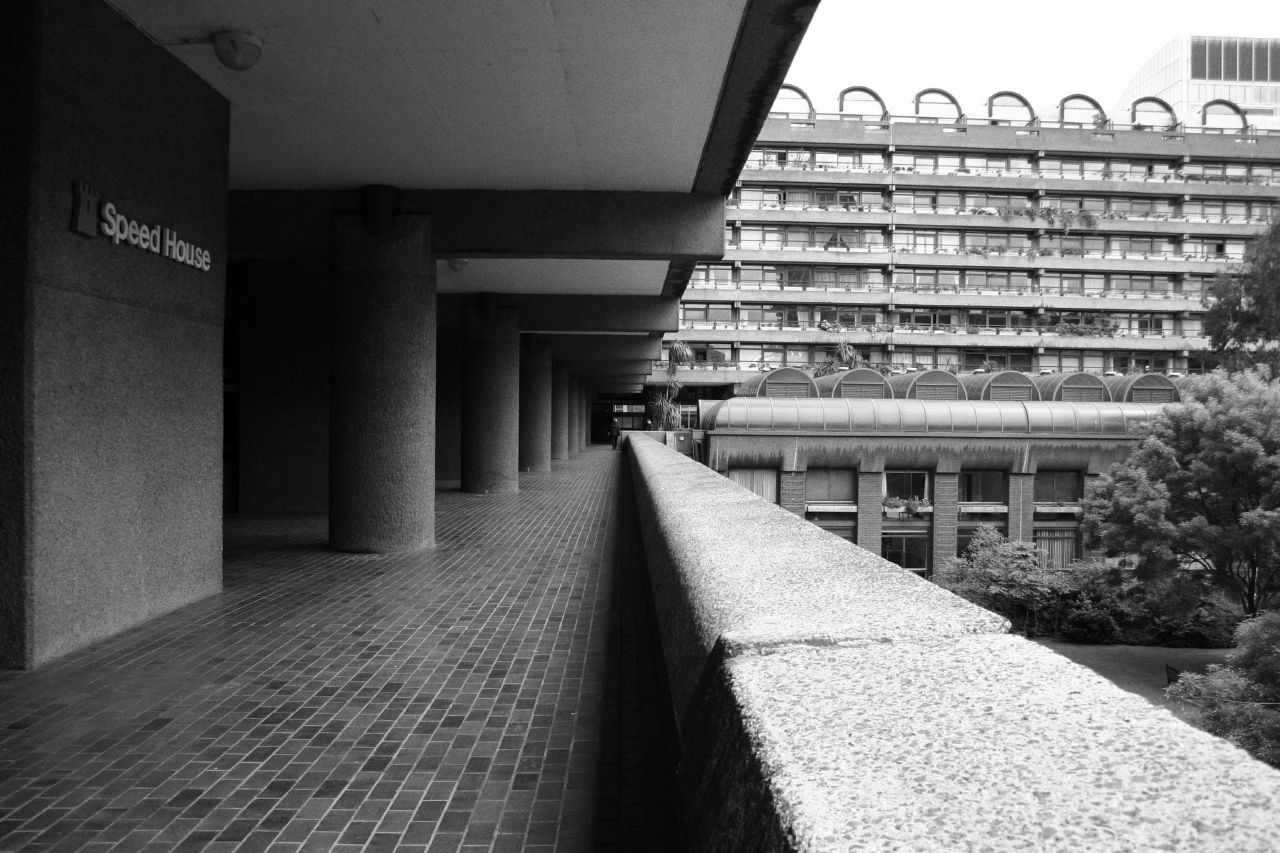
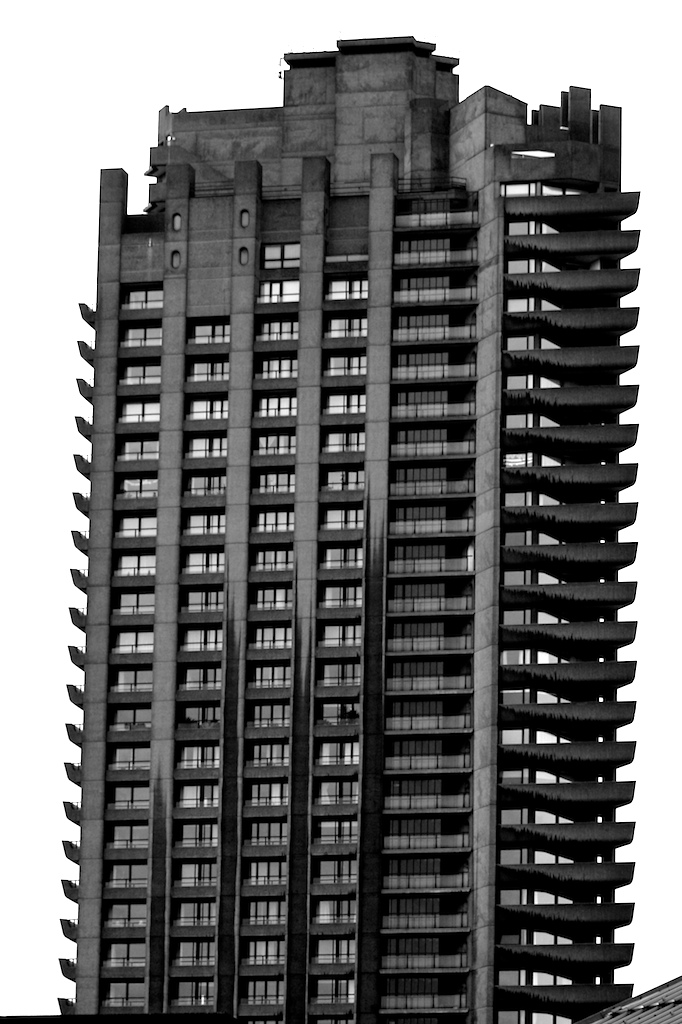
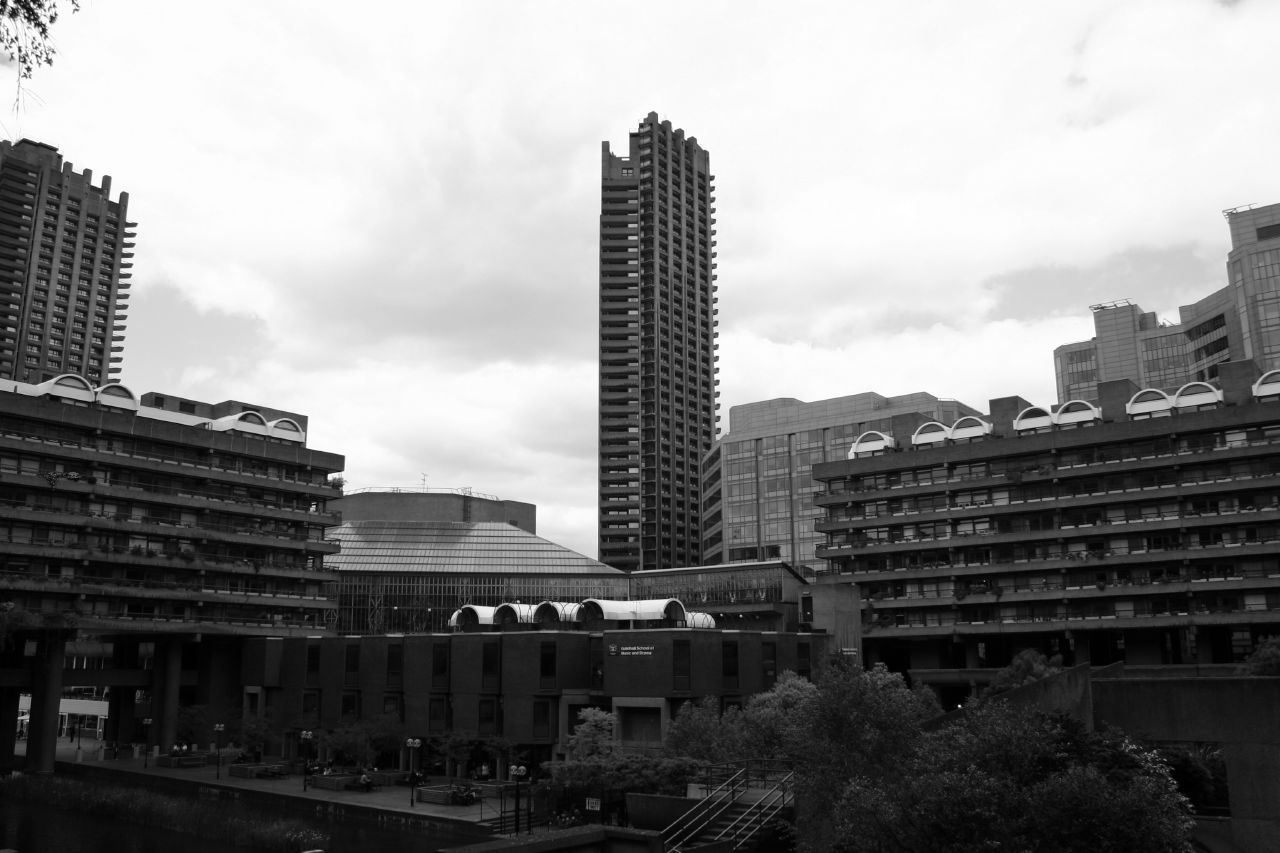
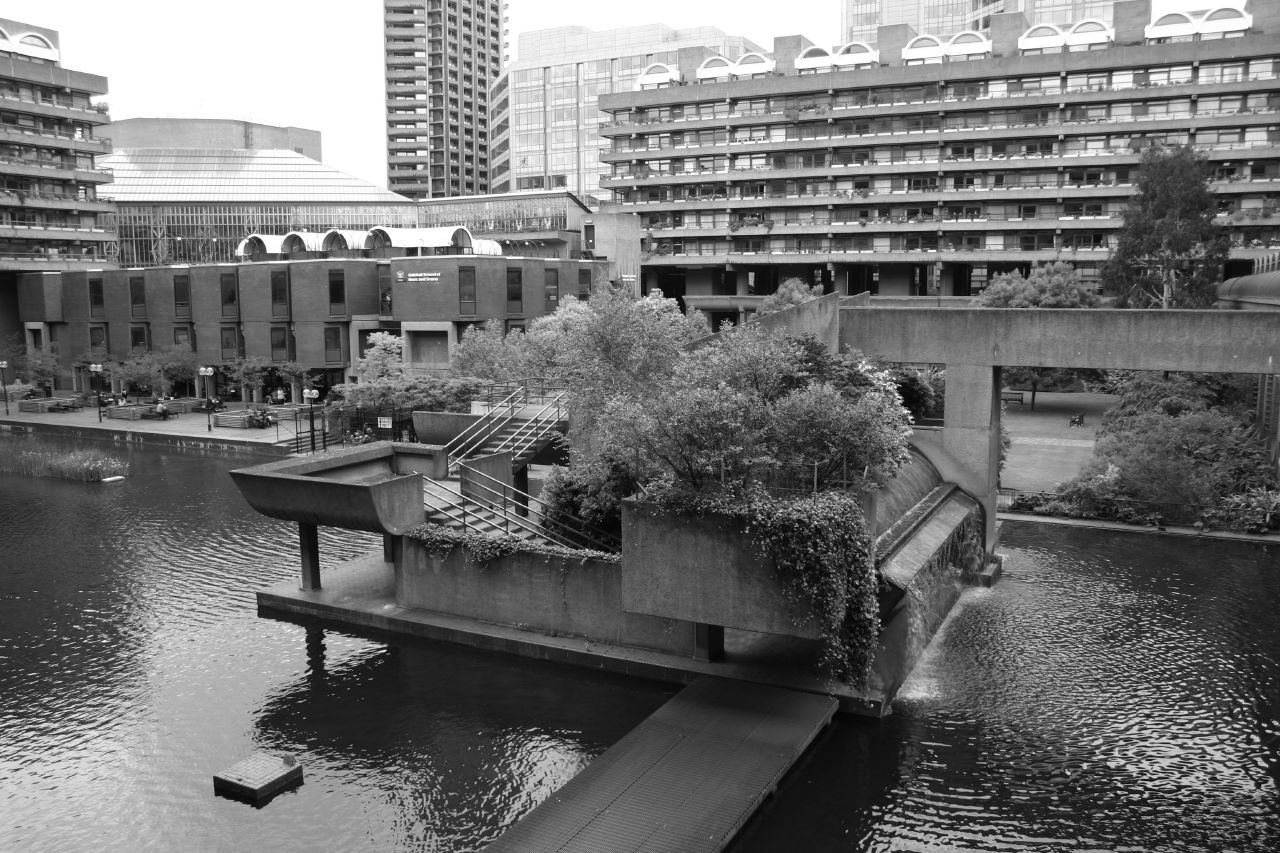

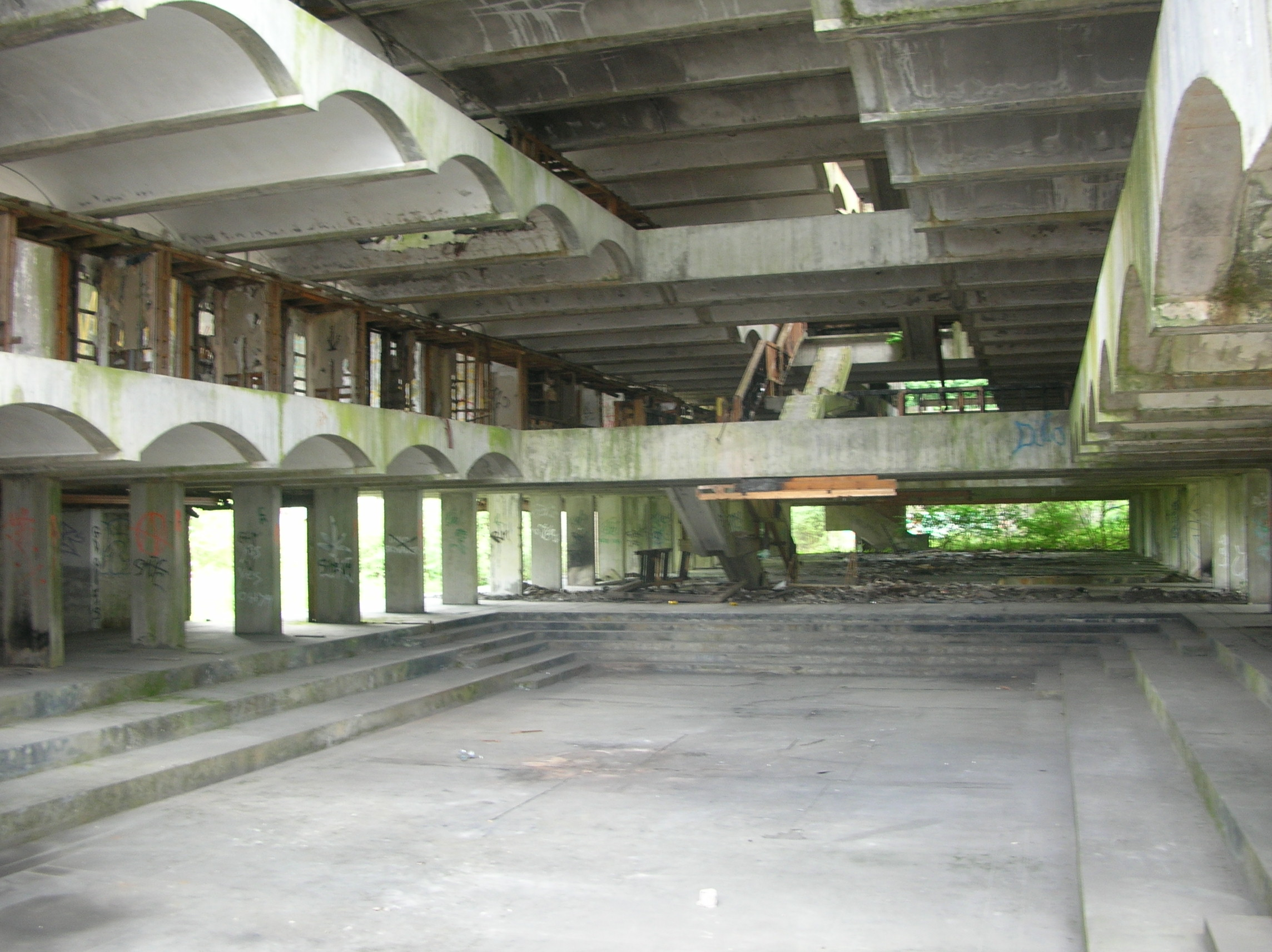
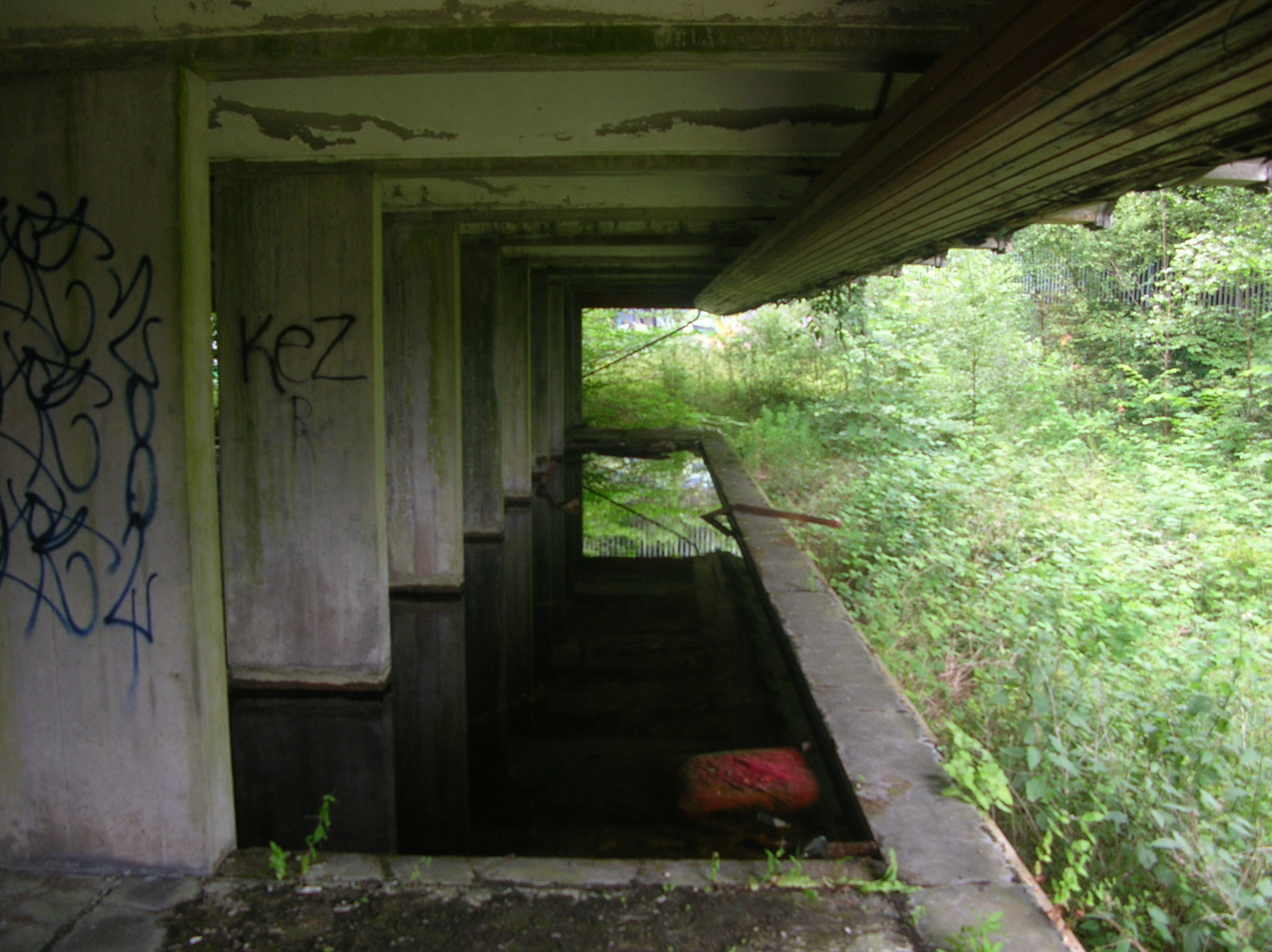
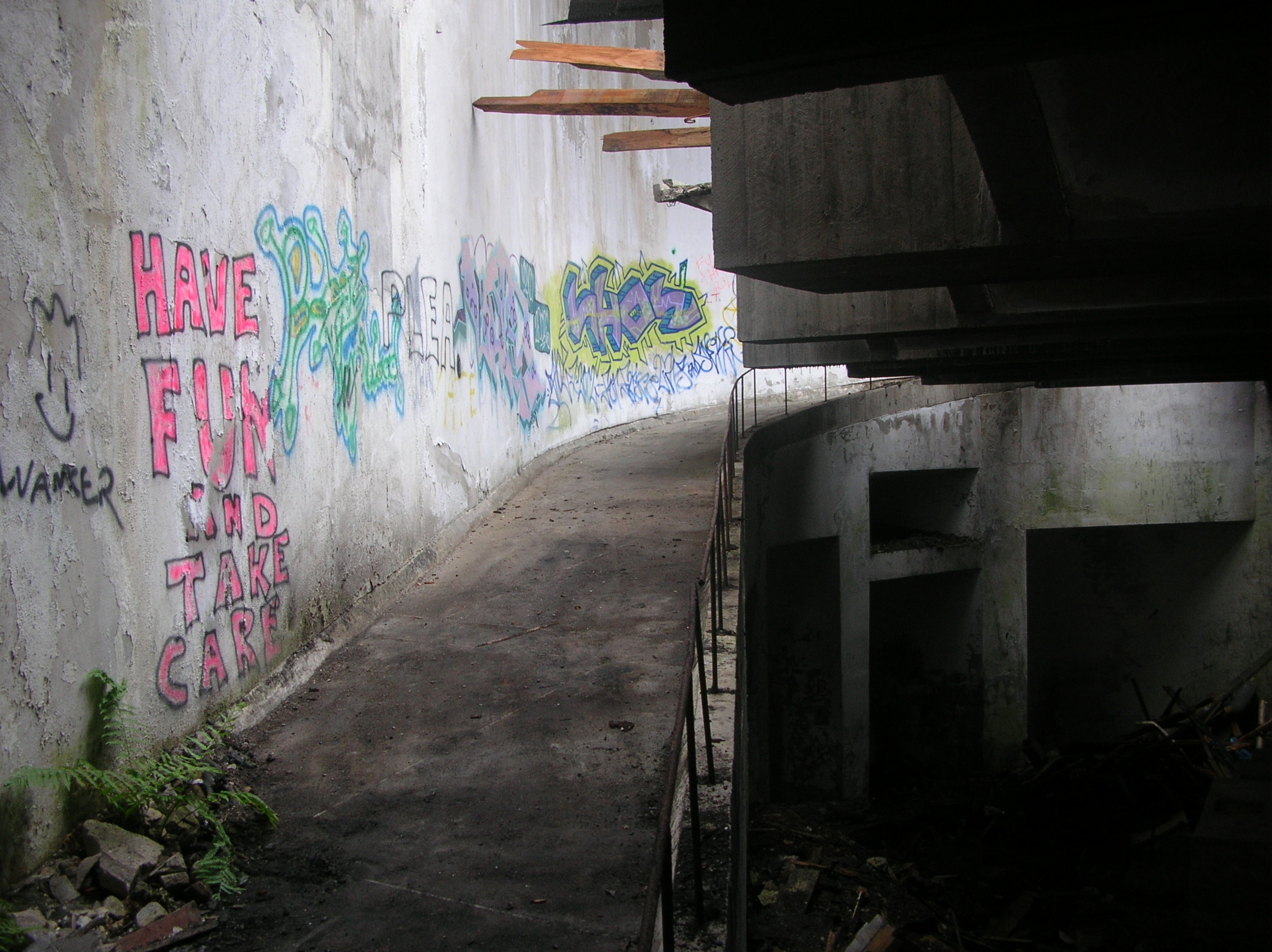
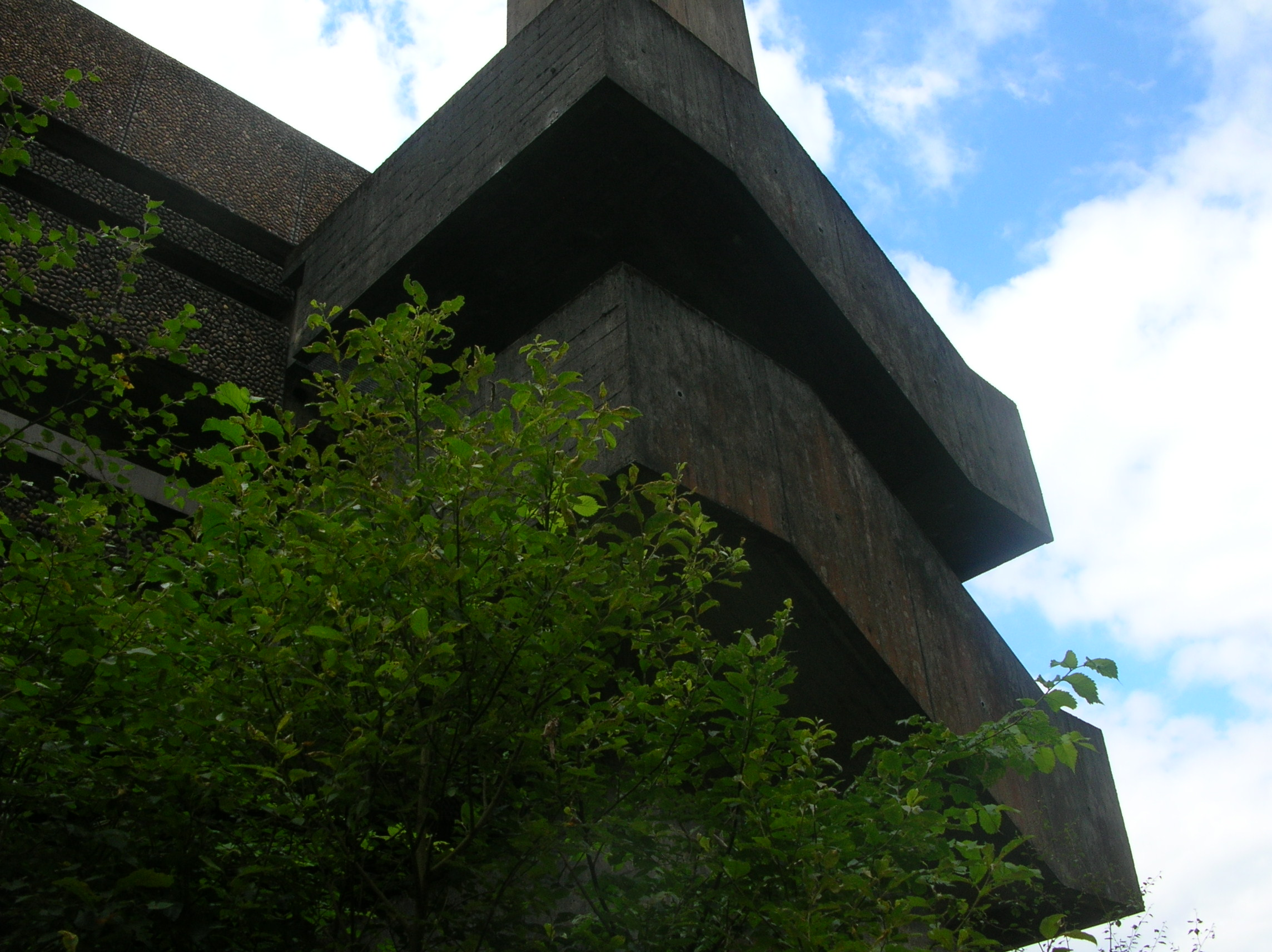

- Status i dag: I bruk.

### St. Peter's Seminary
S:t Peters seminarium är en ett katolskt prästseminarium norr om Cardross i Skottland ritad av arkitektfirman Gillespie, Kidd and Coia. Byggnaden har av den internationella arkitektorganisationen DOCOMOMO som arbetar med att bevara modern arkitektur beskrivits som "en modern byggnad av betydelse för världen". Byggnaden har den högsta skyddsklassen i Storbritannien, vilket inte hindrar att byggnaden för närvarande är en ruin. Byggnaden bär tydliga influenser av Le Corbusier som var modern i Skottland på 1960-talet. När byggnaden var färdig 1966 var dess syfte redan föråldrat, katolska kyrkan hade bestämt att prästerna skulle utbildas i samhället snarare än i avlägsna seminarier samtidigt som tillströmningen av blivande präster minskade snabbt. Seminariet stängdes 1980 och blev ett rehabiliteringscenter för missbrukare innan det övergavs i mitten på 1980-talet.
- Status i dag: Ruin.
- Skyddsklassning: Category A.

## Sen brutalism
Brutalismen var som starkast under 1960- och 1970-talet men mot slutet av 70-talet började kritiken att växa mot arkitekturen, och också mot att den sågs som dåligt anpassat för klimatet i det fuktiga Nordvästeuropa och i synnerhet de brittiska öarna. Trots den växande kritiken uppfördes ett antal uppmärksammade byggnader även under slutet av 1970-talet och brutalismen har aldrig dött ut helt och i andra delar av världen (bland annat Brasilien) är brutalismen fortfarande stor. Även Alexandra Road som nämns ovan är ett sent exempel på brutalismen.

### Galleri

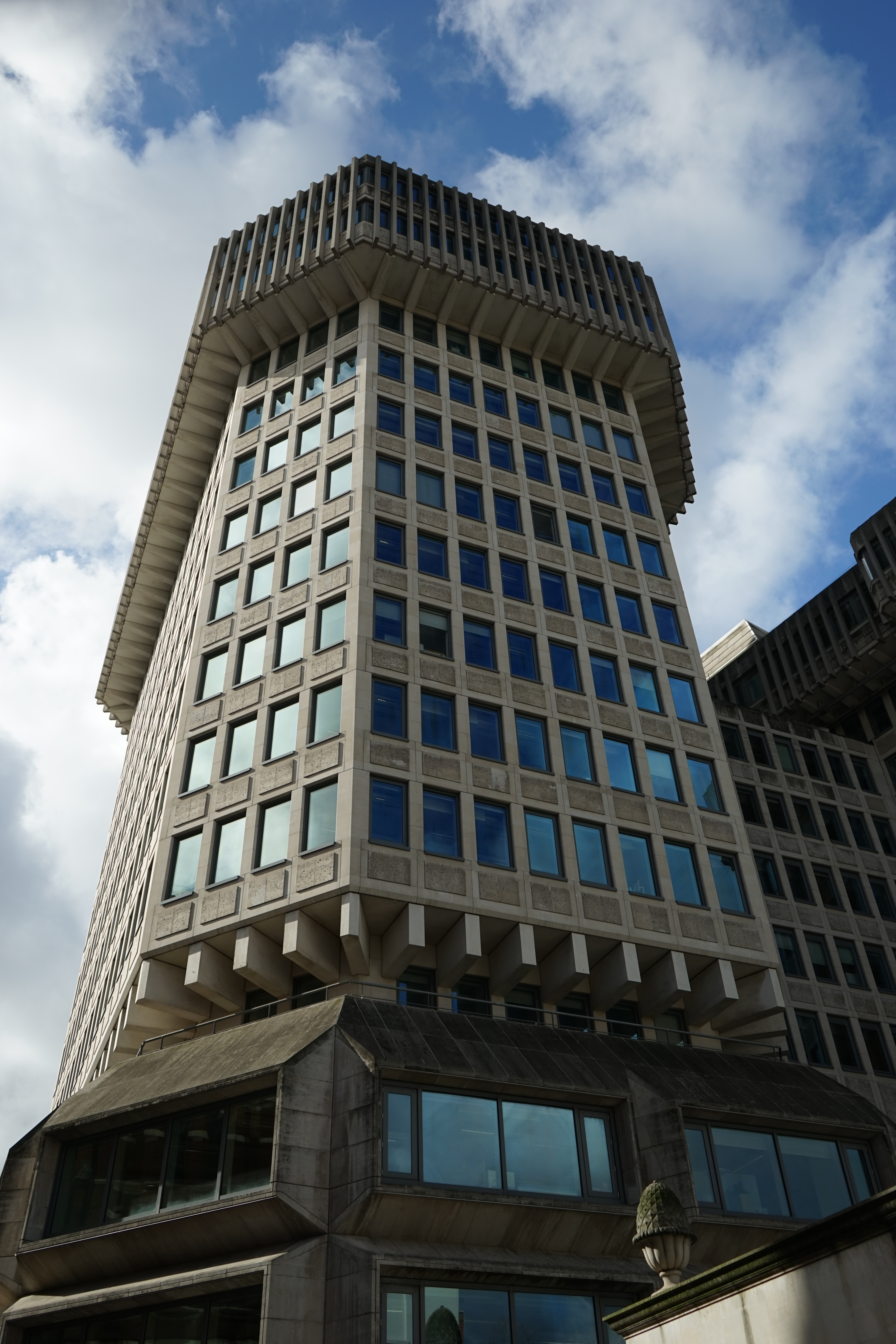
50 Queen Anne's Gate, London, 1976
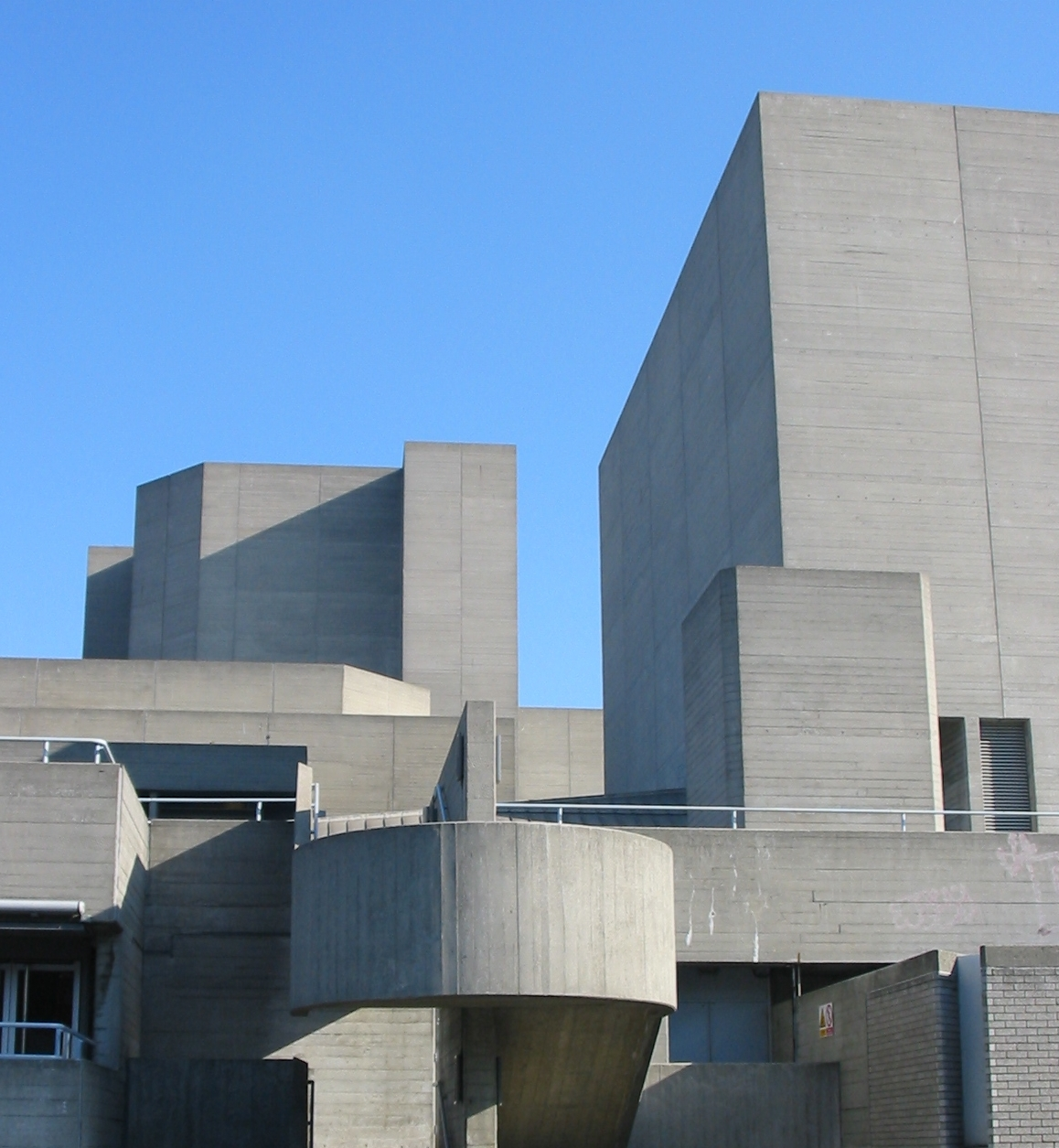
Royal National Theatre, 1976-77
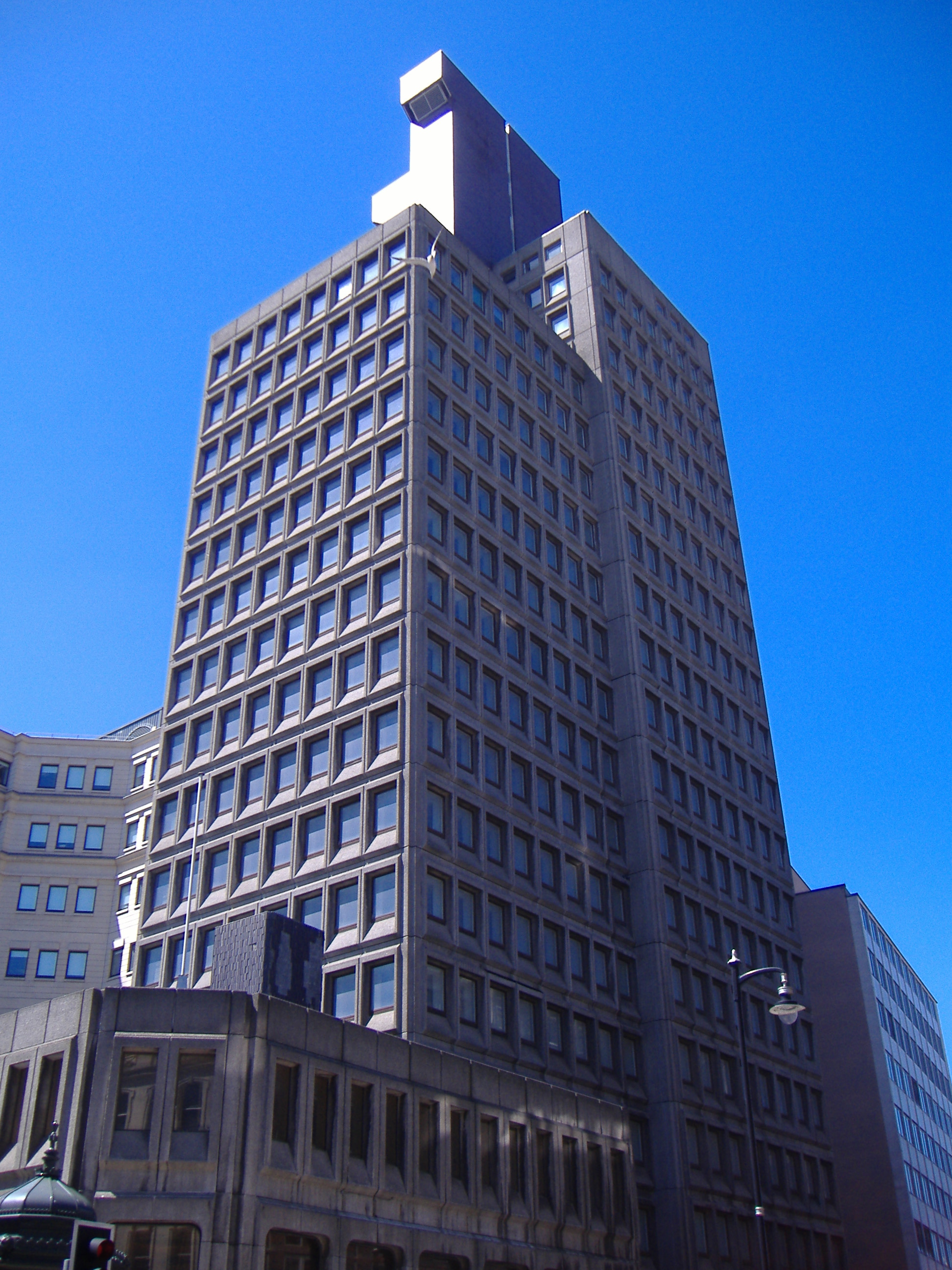
NatWest Tower Birmingham, 1973-76
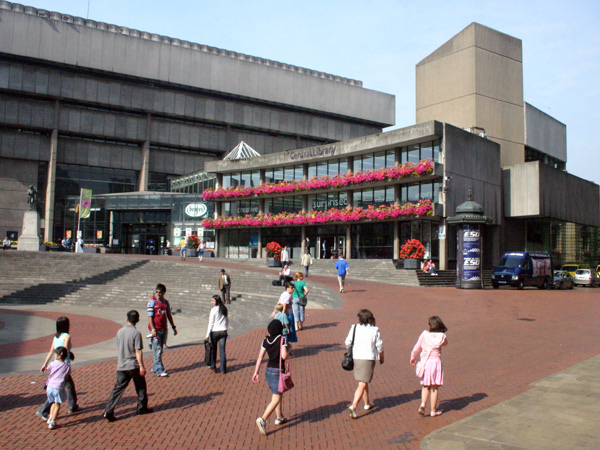
Bibliotek i Birmingham, 1974

## I kulturen
Författaren Ian Fleming namngav James Bonds ärkefiende Auric Goldfinger efter arkitekten Ernő Goldfinger. Fleming hade tidigare protesterat mot rivningarna i Hampstead som föregick byggandet av ett av Goldfingers hus. Videoverket Inbindable Volume av konstnärsduon Karin Kihlberg och Reuben Henry utspelar sig i Birminghamns centralbibliotek och tar bland annat upp frågor kring planeringen att riva byggnaden 2013. Den svenska musikproducenten Andreas Kleerup har gjort en låt som heter "Tower of Trellick".